# Foidsyenit

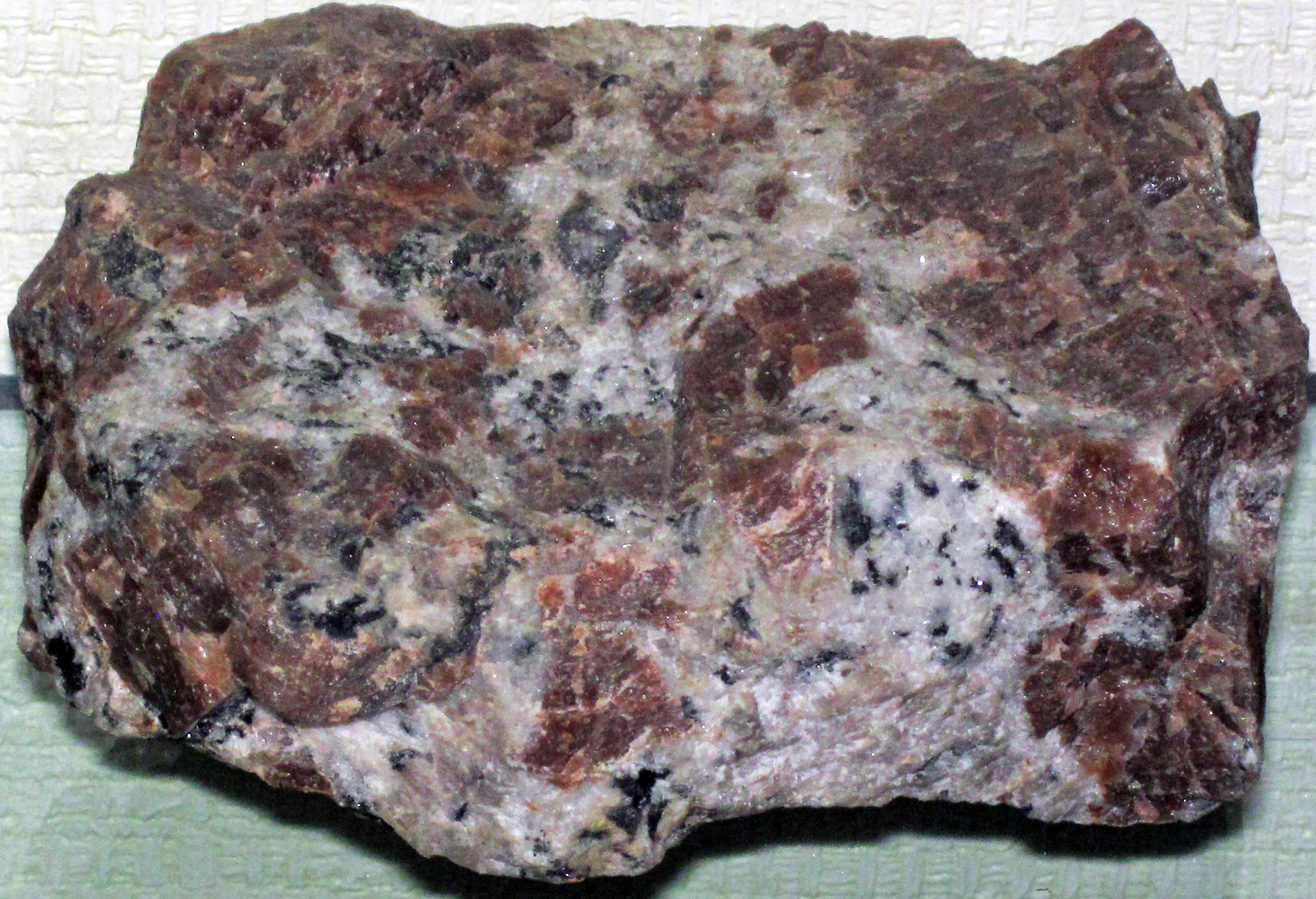
Handstück eines Nephelinsyenits, wohl von Wausau, Wisconsin, USA

Foidsyenite (nach Foid und dem altägyptischen Fundort Syene) bilden eine eng miteinander verwandte Gruppe von Tiefengesteinen (Plutoniten), die reich an Feldspäten und (im Gegensatz zum Beispiel zu Graniten) quarzfrei sind. Darüber hinaus führen sie Foide, also Minerale, die nur in SiO2-untersättigten magmatischen Gesteinen, also nur bei Kieselsäuremangel, vorkommen. Je nach Vorherrschen des entsprechenden Foids (Feldspatoid, Feldspatvertreter) werden diese Gesteine als Nephelinsyenit, Sodalithsyenit, Cancrinitsyenit, Noseansyenit oder Analcimsyenit bezeichnet. Der weitaus häufigste Vertreter dieser Gruppe von Gesteinen ist der Nephelinsyenit.

## Definition

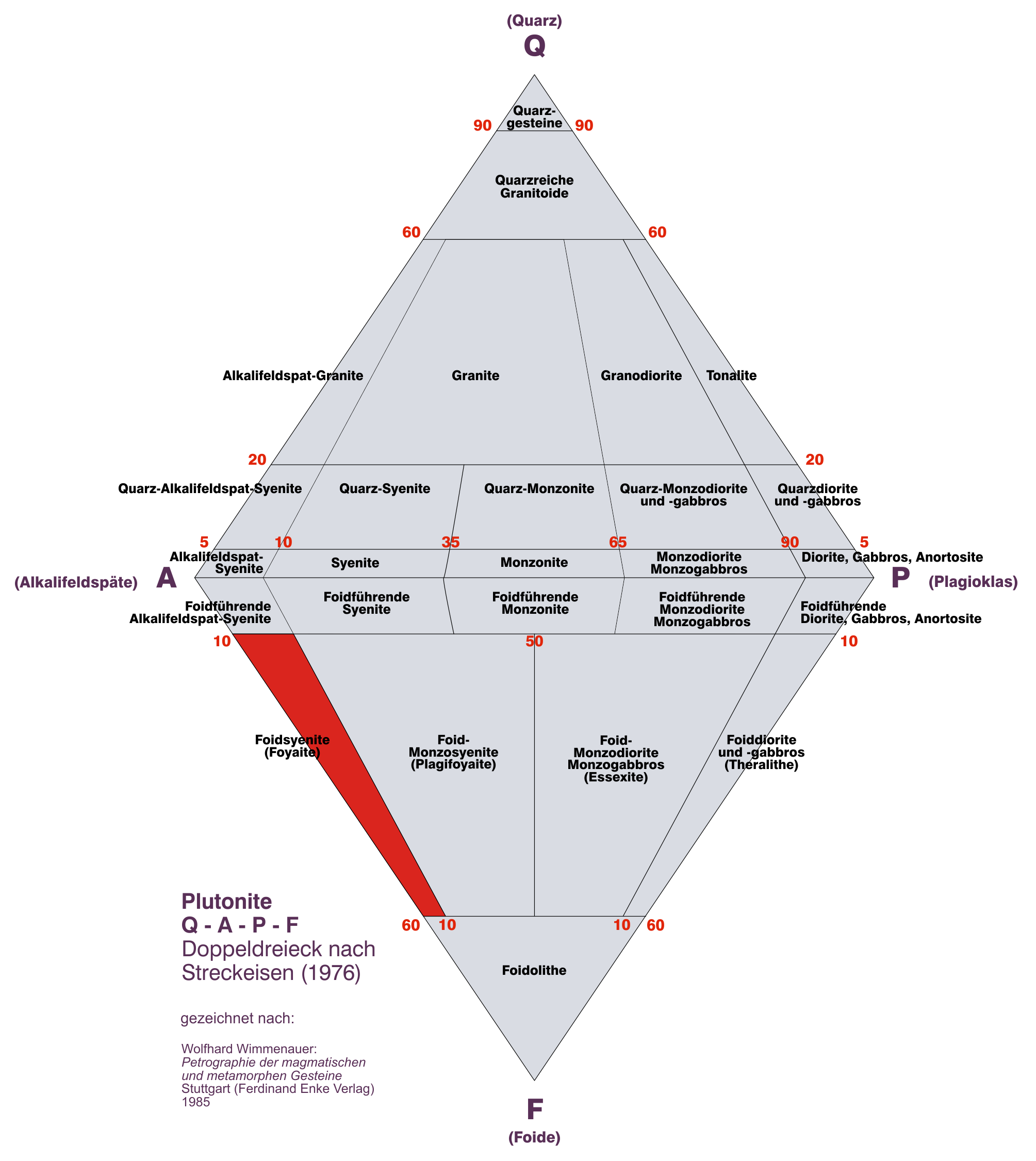
Foidsyenit im QAPF-Diagramm

Foidsyenite sind intermediäre Plutonite. Ausschlaggebend für die petrologische Definition von Foidsyenit ist der Gemengteil an Foiden, der zwischen 10 und 60 Volumenprozent schwanken kann, und der Gehalt an Plagioklas, der nicht mehr als 10 Volumenprozent betragen darf. Dabei ist zu beachten, dass der Anteil des Plagioklases Albit zusammen mit den Gehalten der Kalifeldspäte in die Summe der Alkalifeldspäte eingeht.
Gemäß der IUGS-Klassifikationsnomenklatur bedeutet das, dass Foidsyenite mit 10 % < F / (F + A + P) < 60 % und P / (A + P) < 10 % (F – Foide, A – Alkalifeldspat und P – Plagioklas ohne Albit) definiert sind. Nach Albert Streckeisen (1974) liegen Foidsyenite somit im QAPF-Feld 11 (vgl. das nebenstehende QAPF-Diagramm). Gemäß Definition des Streckeisen-Doppeldiagramms sind Foidsyenite quarzfrei. Wenn der Gehalt an Foiden weniger als 10 % beträgt, wird das Gestein als „Foidführender Alkalifeldspat-Syenit“ (wozu auch der Pulaskit gehört) bezeichnet. Erreicht der Anteil an Plagioklas Werte > 10 %, liegen bei den entsprechenden Gesteinen „Foid-Monzosyenite (Plagifoyaite)“ vor, die mit den Foidsyeniten zur Familie der „Foid-Syenitischen Gesteine“ zusammengefasst werden können.
Foidsyenite sind mit Kieselsäure untersättigt und teilweise peralkalisch (sehr stark aluminiumuntersättigt und gleichzeitig mit Alkalien übersättigt). Charakteristisch ist der Gehalt an Foiden bzw. Feldspatoiden – worunter Minerale zu verstehen sind, die nicht mit Quarz koexistieren – vielmehr würden die Foide mit Quarz unter Bildung von Alkalifeldspat reagieren.

## Makroskopische Aspekte, Struktur und Textur

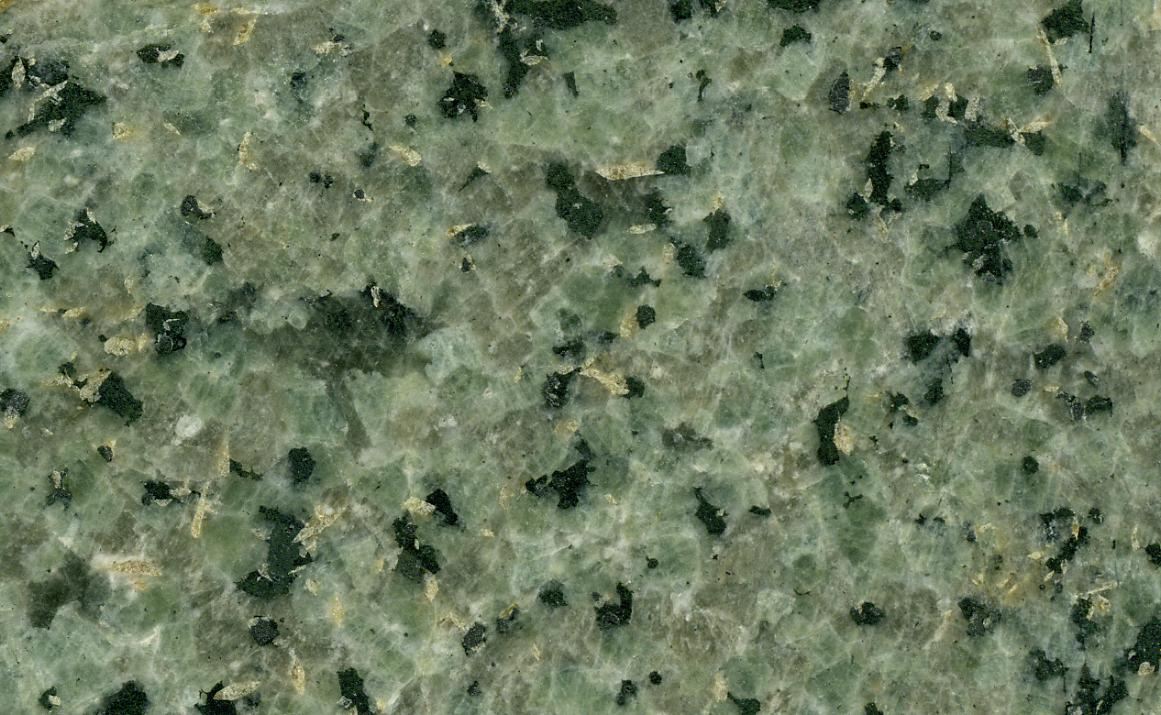
Nahaufnahme einer gesägten und polierten Probe eines Nephelinsyenits vom Ice River Complex im südöstlichen British Columbia, Kanada. Grünlichgrau = Nephelin; schwarz = Amphibol; gelblich = Titanit. Sichtfeld: 5,2 cm.

Makroskopisch ähneln Foidsyenite im Allgemeinen und Nephelinsyenit im Besonderen den Gesteinen der Granitgruppe (Granitoiden). Grundlegende Unterschiede sind das Vorhandensein von Foiden wie Nephelin und das Fehlen von Quarz. Der Gehalt an Biotit/Annit ist im Allgemeinen gering; die wichtigsten mafischen Minerale sind Klinopyroxen und Amphibole. Makroskopisch sind Foidsyenite etwas dunkler als Granitoide. Es existieren hochgradig metamorphe Gesteine aus Nephelinsyenit, die durch eine gneisartige Struktur bzw. Foliation gekennzeichnet sind. Solche Nephelinsyenitgneise oder Litchfieldite treten z. B. im namengebenden Fundort Litchfield in Maine/USA oder beim Dorf Canaã im brasilianischen Bundesstaat Rio de Janeiro auf.

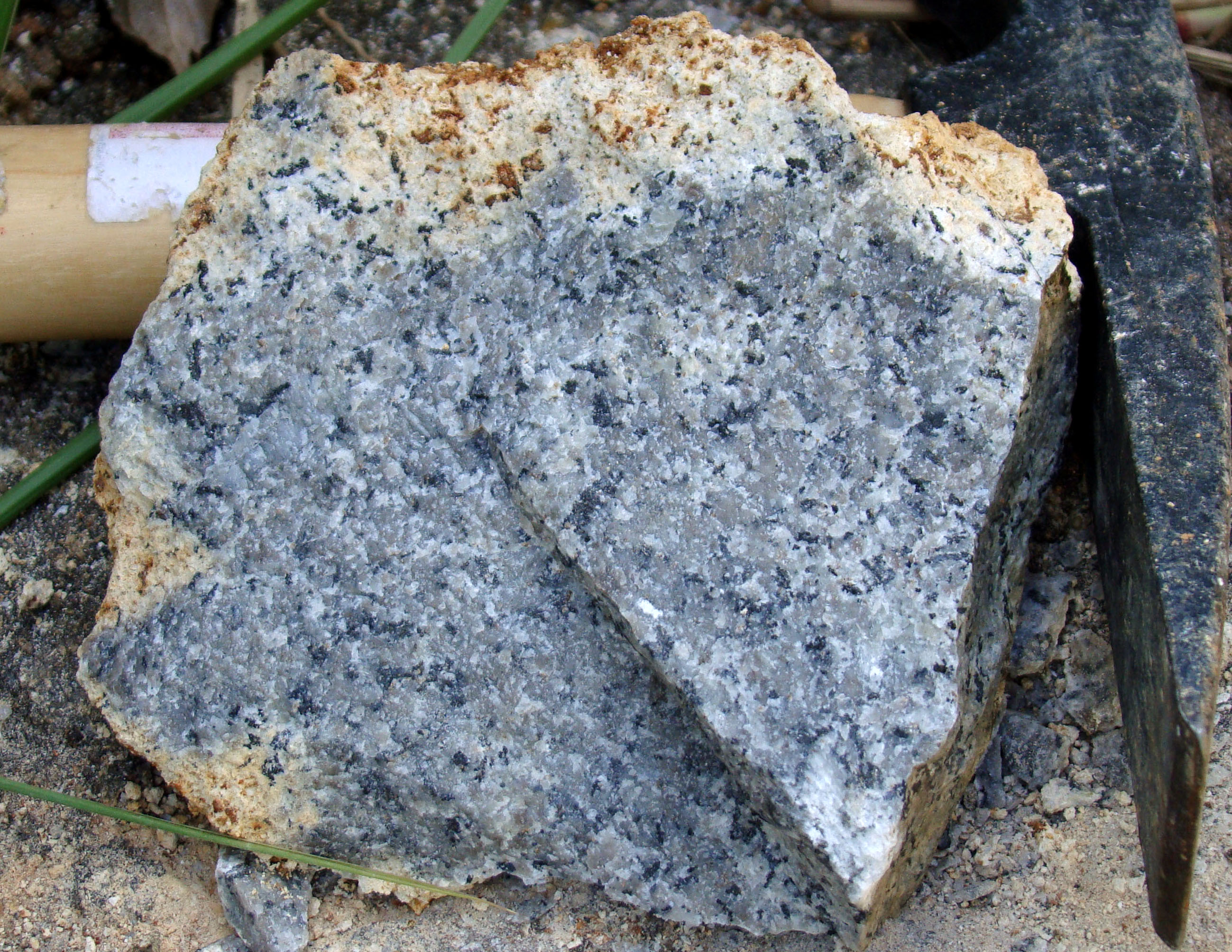
Nephelinsyenit aus dem Intrusivkomplex Tanguá, Brasilien
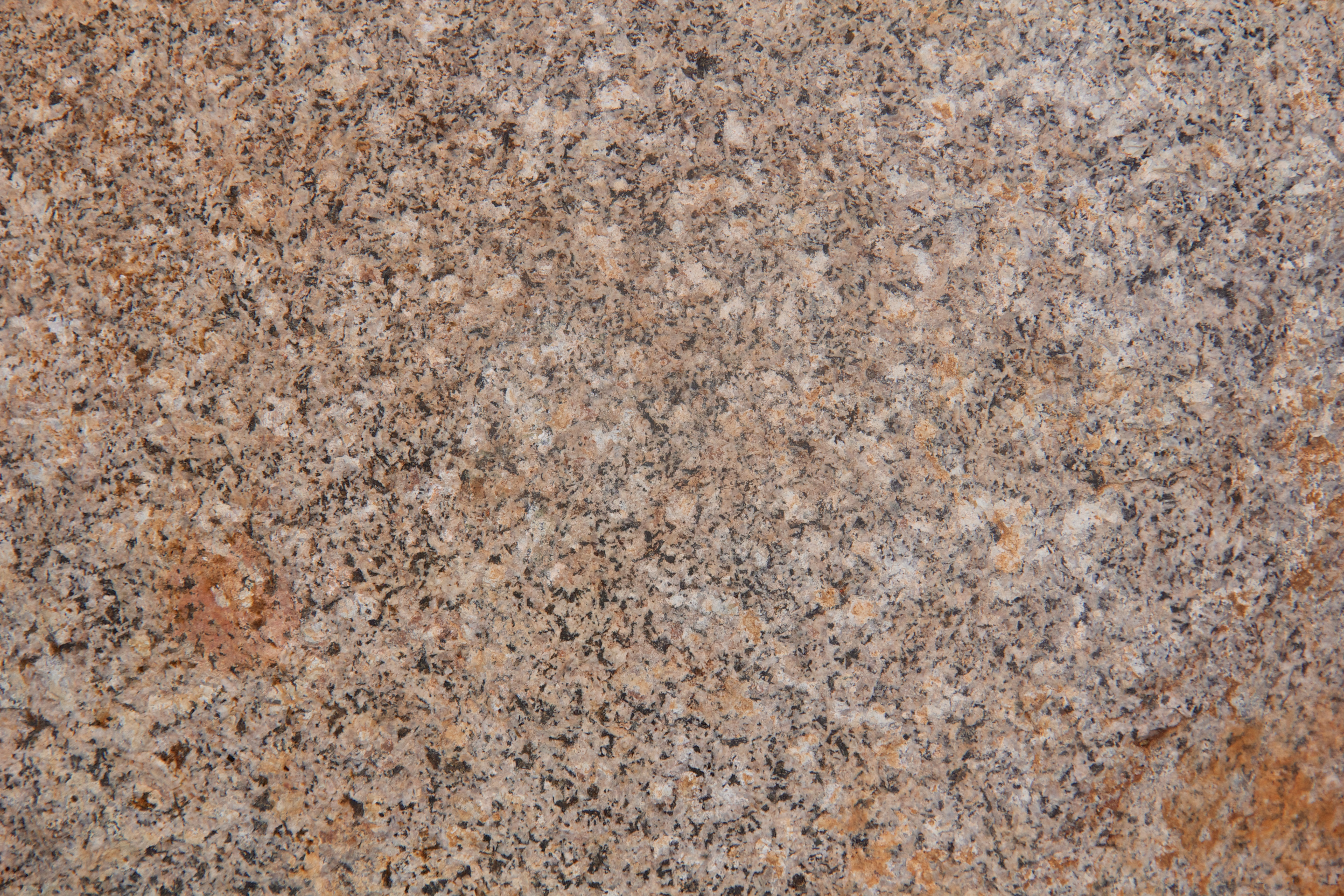
Foyaitsyenit vom Pilanesberg, Südafrika
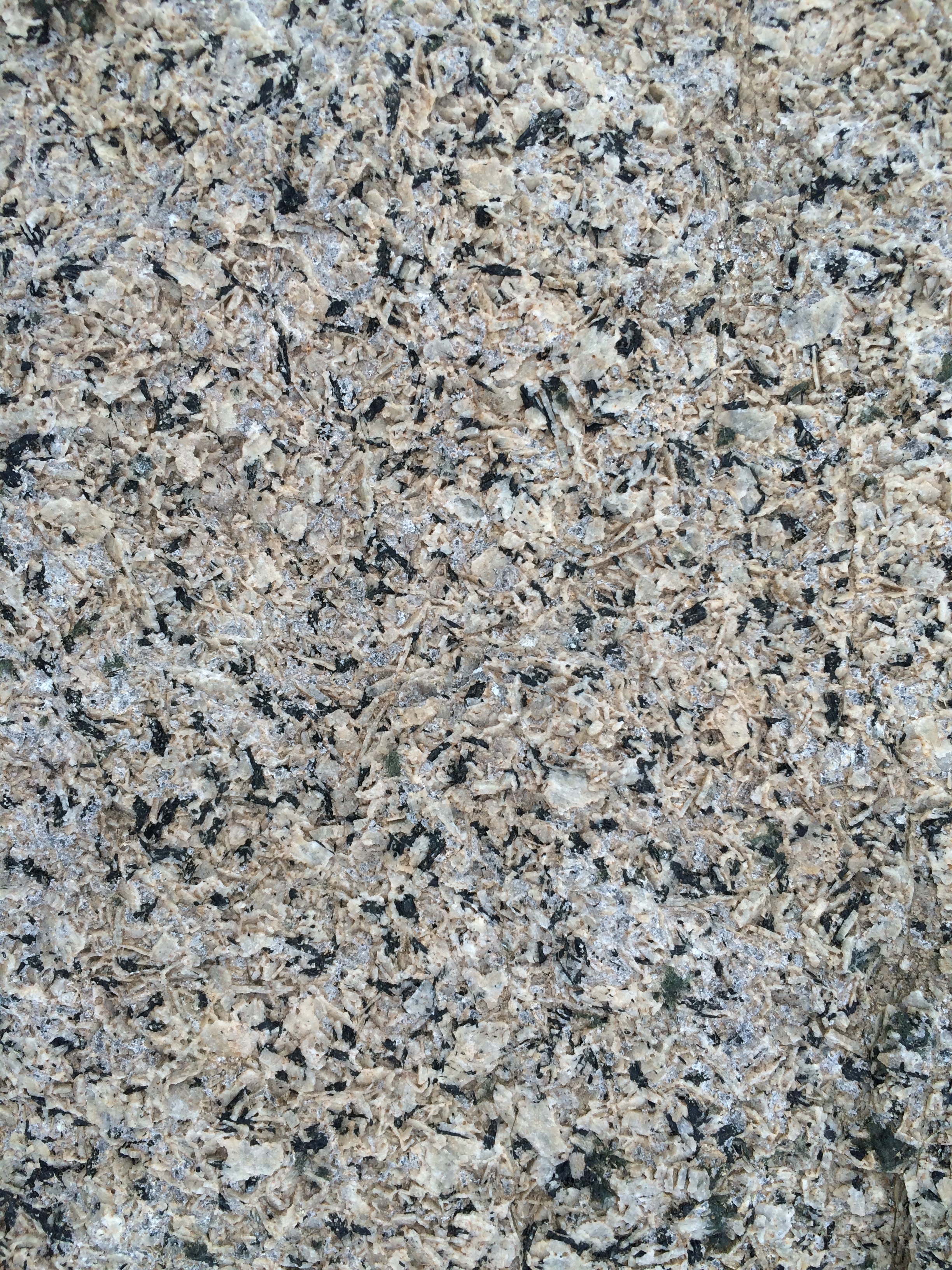
Nephelinsyenit, Lowosero-Massiv
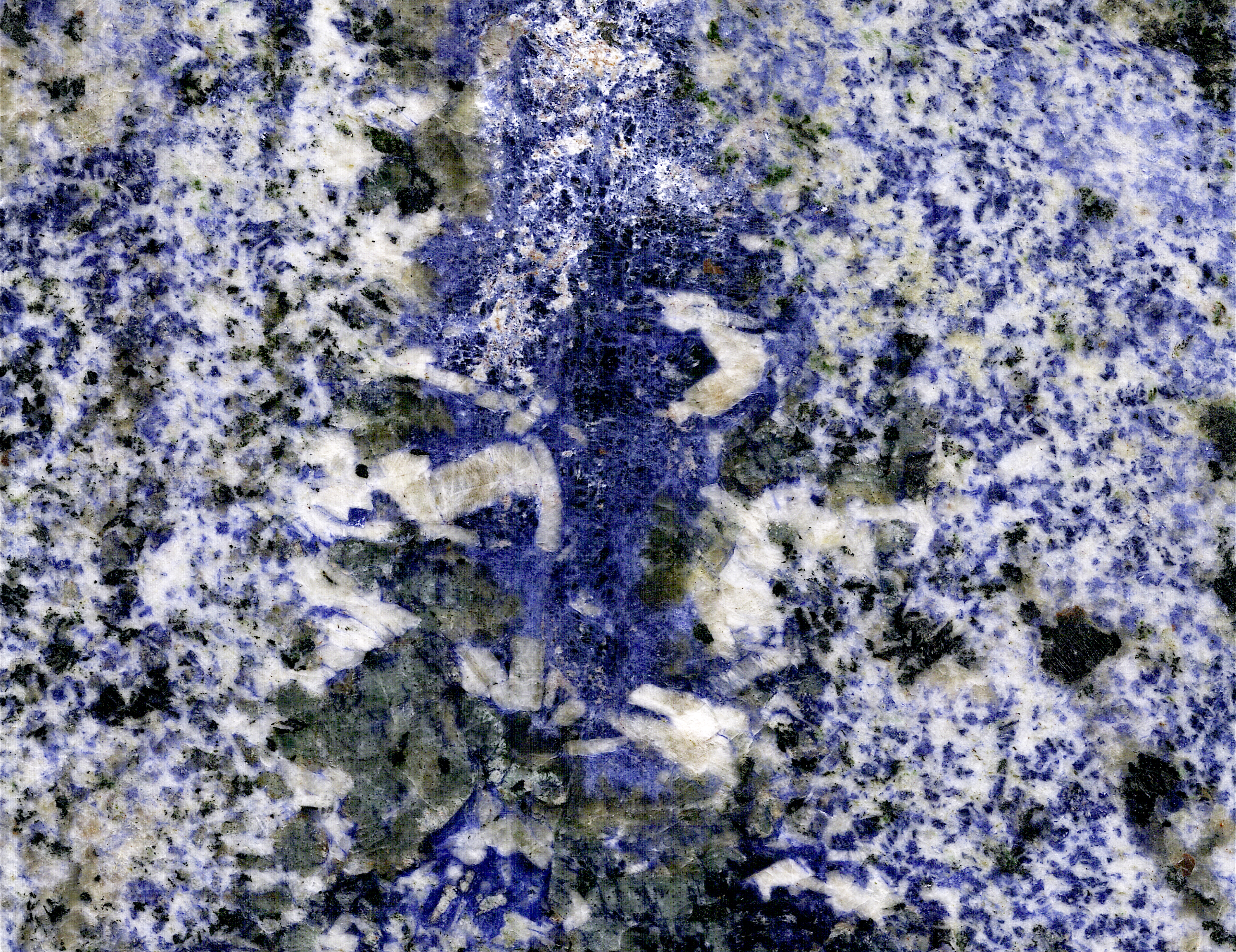
Sodalithsyenit, Fazenda Hiassu, Bahia, Brasilien
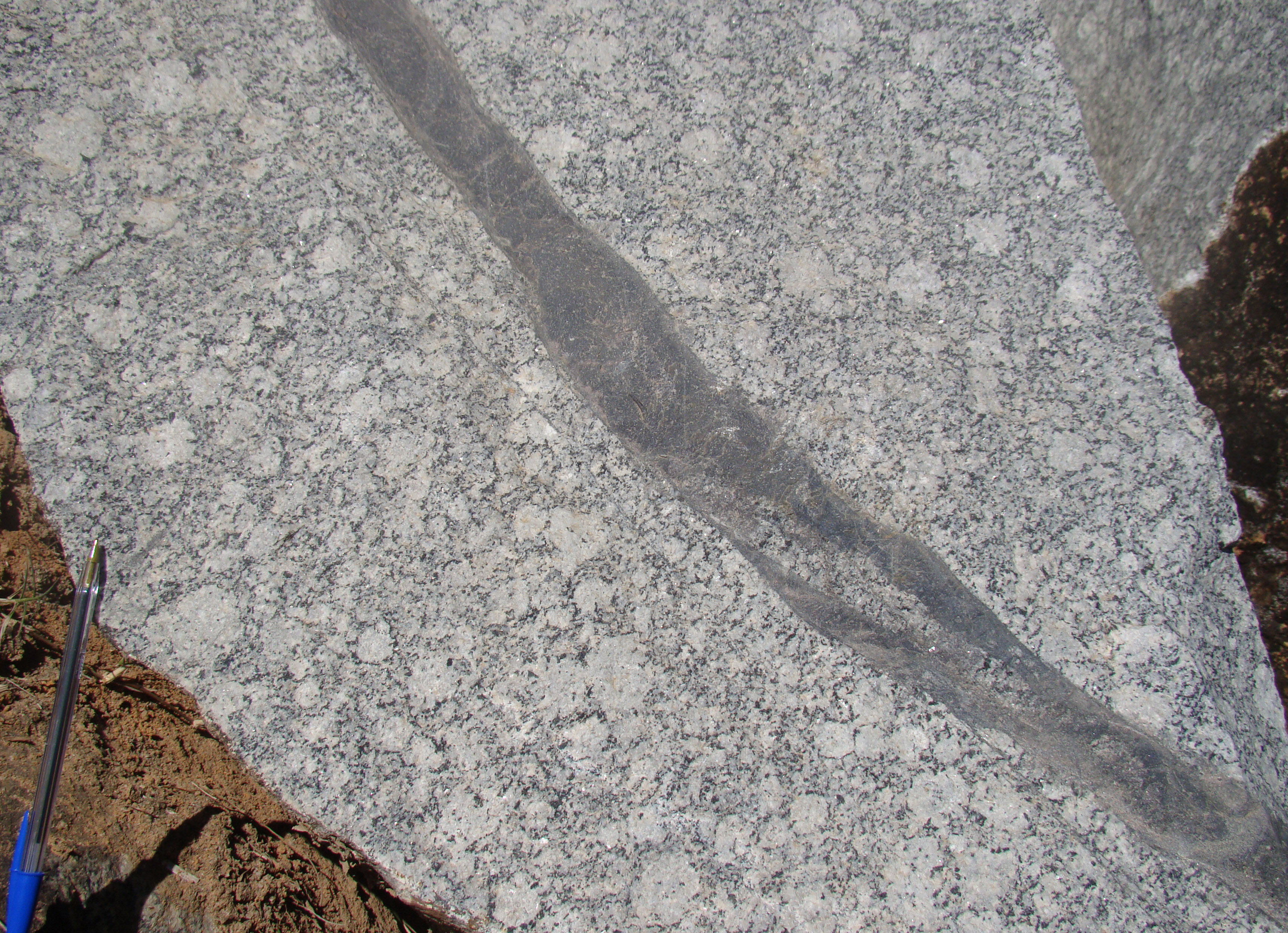
Pseudoleucitsyenit, Morro de São João, Brasilien
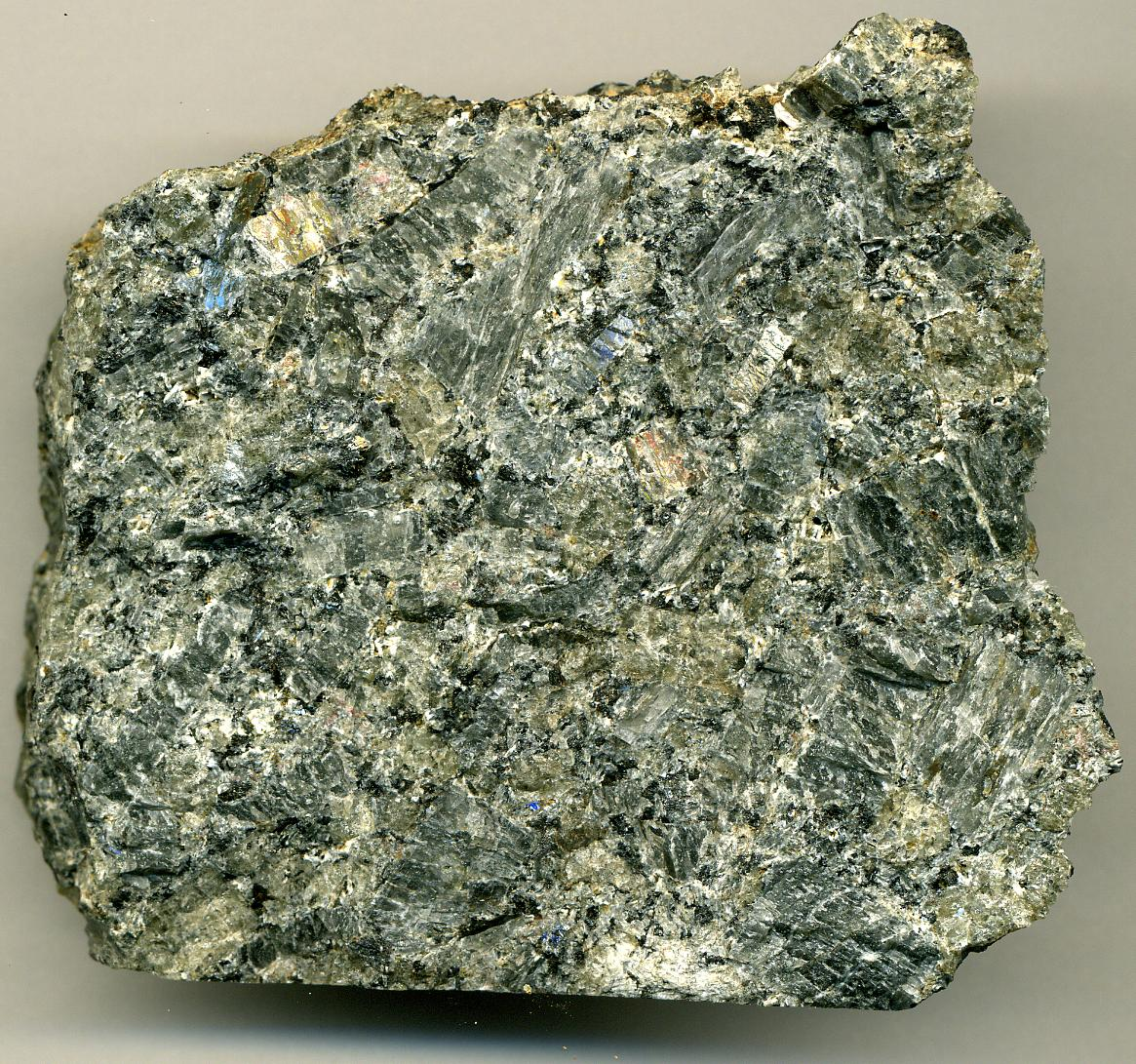
Porphyritischer Nephelinsyenit, Mt. Kenya, Kenia

Foidsyenite sind holokristallin, im Allgemeinen gleichkörnig und mit einer Korngröße von 2 – 5 mm grob- bis mittelkörnig, in manchen Fällen ausgesprochen grobkörnig oder sogar porphyrisch. Da Nephelin bei flüchtiger Betrachtung mit Quarz verwechselt werden kann, können Nephelinsyenite bestimmten Granitoiden zum Verwechseln ähnlich sehen. Wie in Granitoiden überwiegt in Foidsyeniten ein hypidiomorph-körniges Gefüge. Die Feldspäte sind meist zumindest teilweise idiomorph entwickelt. In seltenen Fällen enthält das Gestein alkalische Feldspat-Phänokristalle mit Längen von 2 – 5 cm und Dicken von 5 mm bis 2 cm. Die Phänokristalle sind orientiert und zeigen eine kumulative Textur.

### Physikalische Eigenschaften
Die physikalischen Eigenschaften von Foidsyeniten hängen von ihrem Mineralbestand ab. Foidsyenite sind meist hell gefärbt, weiß oder gelblich, grünlich und bräunlich. Selten (beim Vorhandensein größerer Mengen mafischer Minerale wie zum Beispiel beim Shonkinit) erscheint das Gestein auch dunkel. Wenn unter den Foiden Sodalith und/oder Cancrinit vorliegen, kann das Gestein auch blau und/oder gelb gefärbt sein, beim Vorliegen von Eudialyt auch rosa bis rot. Nur aus Nephelin, Albit und Mikroklin bestehende Nephelinsyenite besitzen einen hohen Weißgrad mit einem Y-Farbwert > 90.
Foidsyenite ohne mafische Gemengteile, die nur aus Nephelin und Feldspäten bestehen, sind aufgrund der geringeren Werte für die Dichte dieser Minerale leichter als Granite. Die Dichte für einen aus Nephelin, Albit und Mikroklin bestehenden Nephelinsyenit wird mit 2,6 g/cm³ angegeben. Ihre Mohshärte entspricht der ihres Mineralbestands und beträgt 6. Kennzeichnend ist ferner ein niedriger Brechungsindex von 1,53–1,55 und eine hohe chemische Beständigkeit.

## Mineralbestand

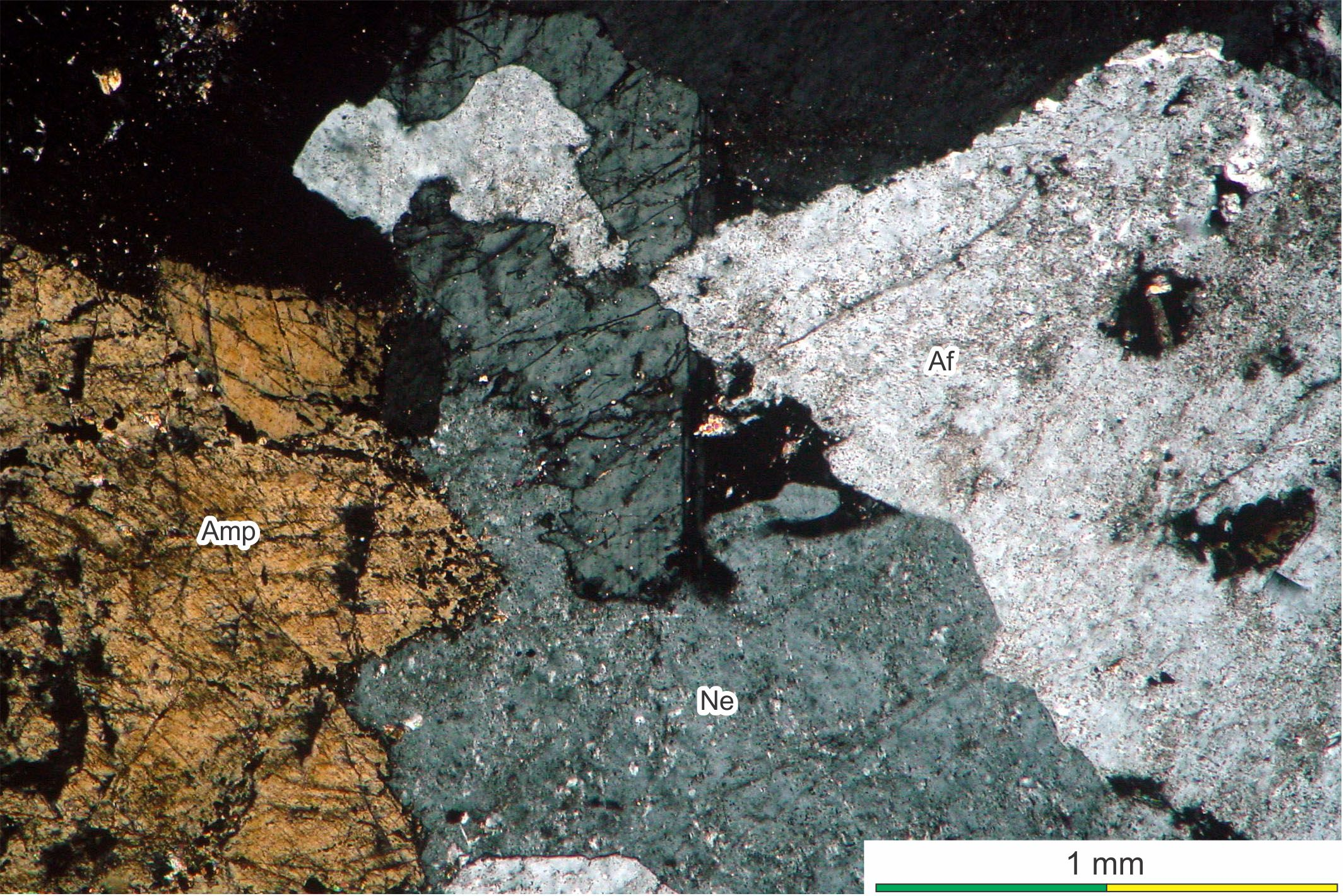
Nephelinsyenit im Dünnschliff unter dem Polarisationsmikroskop bei gekreuzten Polaren. Intrusivkomplex Tanguá, Rio de Janeiro, Brasilien. Ne: Nephelin, Af: Alkalifeldspat: Amp: Amphibol.

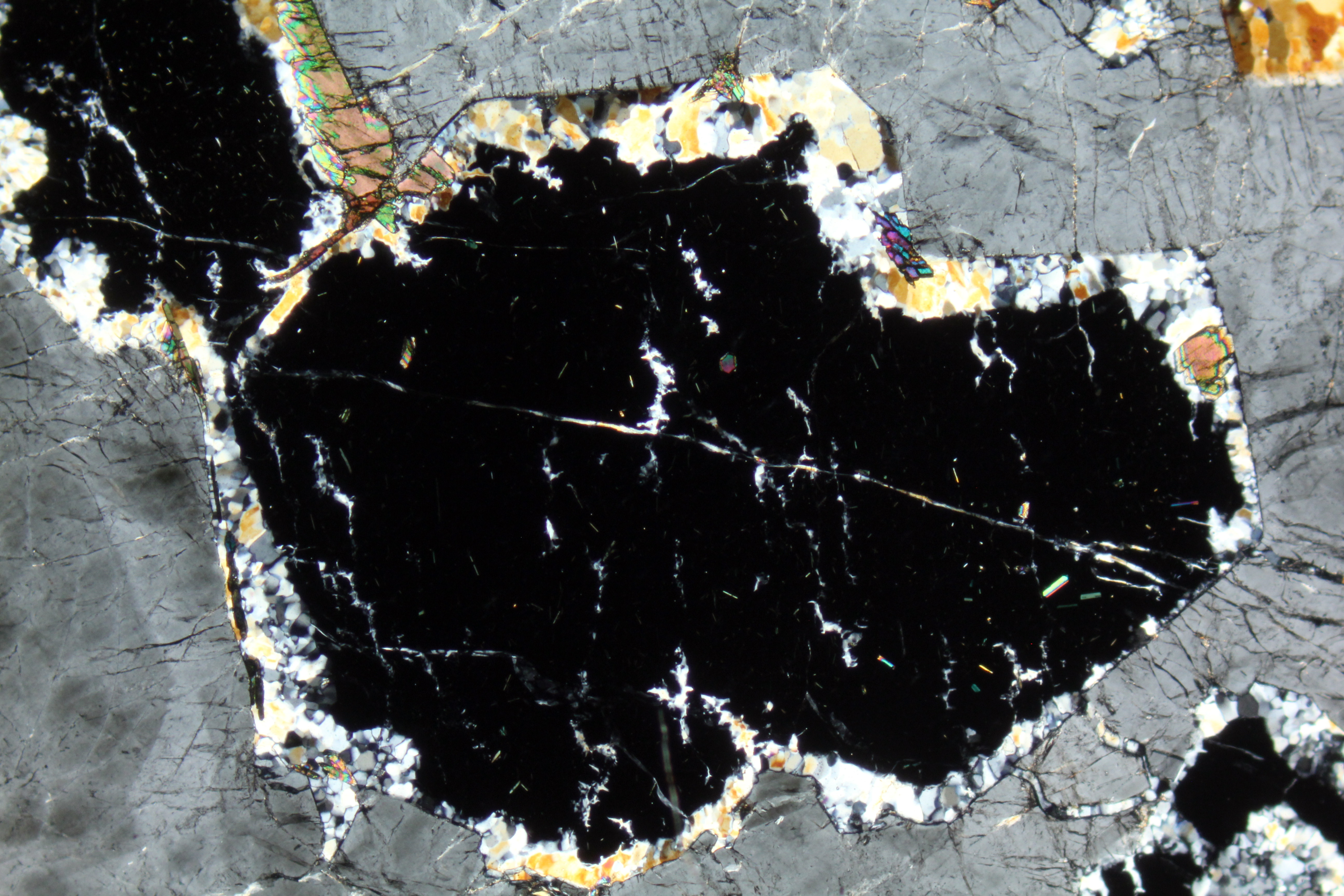
Naujait mit idiomorphem Sodalith (isotrop) in Eudialyt (grau). Der Sodalith ist von Cancrinit (hohe Interferenzfarben) umhüllt. Ilímaussaq, Grönland. Gekreuzte Polare. Bildbreite: 2 mm.

Dominierende Bestandteile der Foidsyenite sind Alkalifeldspäte und Foide. Unter den Alkalifeldspäten herrschen meist Orthoklas und Perthit mit Albit in Form von Entmischungslamellen vor. Andere Kalifeldspäte sind Mikroklin, Sanidin oder Kalsilit. In einigen Gesteinen überwiegt Kalifeldspat, in anderen Natronfeldspat. Frischer, klarer Mikroklin ist für einige Arten von Foidssyeniten sehr charakteristisch. Typische Nephelinsyenite enthalten 48–54 % Albit, 18–23 % Mikroklin und 20–30 % Nephelin sowie Hornblende oder andere Amphibole, Klinopyroxene, Biotit und Magnetit als akzessorische Minerale. Nephelinsyenite bestehen im Wesentlichen aus Alkalifeldspat (ca. 70 %) und Nephelin (ca. 20 %) mit geringen Anteilen an mafischen Mineralen wie natriumhaltigem Pyroxen, natriumhaltiger Hornblende oder Biotit.
Unter den Foiden ist meist Nephelin vorherrschend, der durch Entmischung der Kalsilit-Komponente grau oder durch Einschlüsse von Hämatit rötlich gefärbt ist und sich durch seinen charakteristischen Fettglanz auszeichnet. Verbreitet ist eine sekundäre Umwandlung des Nephelins in ein Haufwerk aus Natrolith und anderen Zeolithen und Cancrinit.
Andere Foide können Sodalith, Cancrinit, Haüyn, Nosean, Vishnevit, „Pseudoleucit“ (Gemenge von Kalifeldspat und Nephelin nach idiomorphem Leucit) und Analcim sein. Sodalith, im Dünnschliff bei parallelen Polaren farblos und transparent, im Handstück aber häufig blass- bis tiefblau, ist neben Nephelin der wichtigste Feldspatvertreter in Foidsyeniten. Foidsyenite können alkalische ferromagnesische Minerale wie grün, braun oder blau gefärbte Amphibole (Riebeckit, Arfvedsonit, Barkevikit, Aenigmatit) oder einen meist natriumdominanten, grüne Klinopyroxene (Variation von Diopsid und Hedenbergit über Aegirin-Augit bis Aegirin) enthalten, wobei alkalische Klinopyroxene und Amphibole Charakteristika typischer Alkaligesteine sind. Schließlich kann dunkelbrauner Biotit (Lepidomelan) bzw. Annit mit einem hohen Fe/Mg-Verhältnis auftreten. Extrem eisenreicher Olivin ist selten, kommt aber in einigen Nephelinsyeniten vor.
Zu den in Foidsyeniten auftretenden Akzessorien zählen Apatit, Titanit, Fluorit, Granat (Melanit) und Zirkon sowie opake Oxide wie Magnetit und Ilmenit. Dazu kommen eine Reihe anderer, seltener Minerale, die reich an Alkalien, Seltenerdelementen und anderen inkompatiblen Elementen sind (Villiaumit, Eudialyt). Aus Nephelinsyeniten und den sie durchsetzenden Pegmatitgängen ist eine große Anzahl interessanter und seltener Minerale nachgewiesen worden. Quarz und Orthopyroxene fehlen.

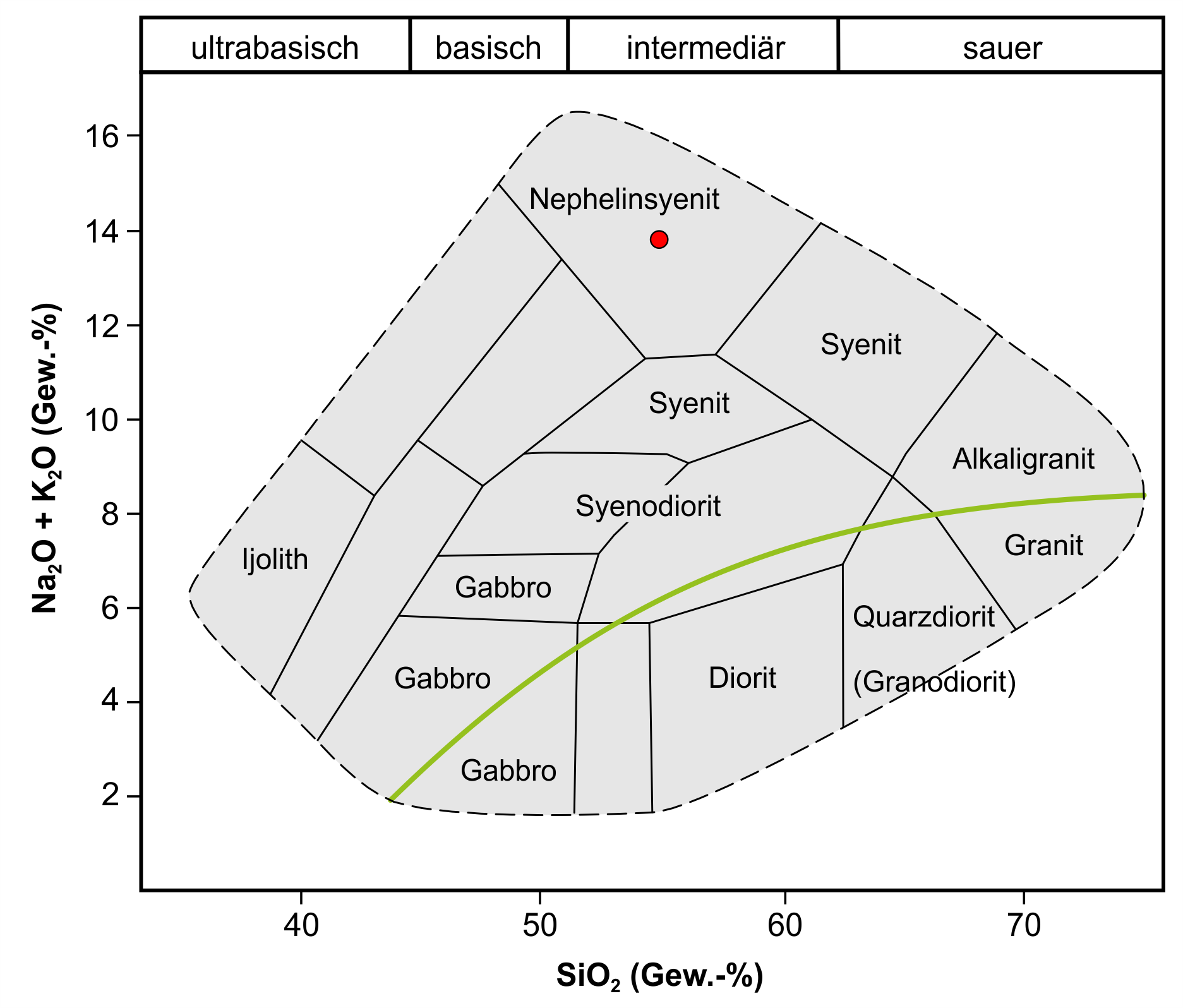
Die Position des Nephelinsyenits im TAS-Diagramm der Plutonite zeigt, dass dieses Gestein zu den alkalireichsten Plutoniten gehört und hinsichtlich seines SiO_{2}-Gehaltes intermediär oder sogar basisch ist. Die Position des roten Symbols gibt einen weltweiten Mittelwert für Nephelinsyenite an.

In der Praxis soll, wann immer dies möglich ist, die Bezeichnung „Foidsyenit“ durch Nennung des vorkommenden Feldspatvertreters präzisiert werden. Der häufigste Feldspatvertreter definiert dabei die Unterarten der Foidsyenite. Ist Nephelin das häufigste Foid, handelt es sich um einen Nephelinsyenit. Entsprechend wird bei Sodalith, Cancrinit, Vishnevit, Analcim oder „Pseudoleucit“ (Gemenge aus Nephelin und Orthoklas in Pseudomorphosen nach Leucit) als häufigstem Foid verfahren: in diesen Fällen liegen Sodalithsyenit, Cancrinitsyenit, Noseansyenit, Vishnevitsyenit, Analcimsyenit oder Pseudoleucitsyenit vor.
Foidsyenit ist chemisch identisch mit dem vulkanischen Phonolith und stellt dessen in der Erdkruste erstarrtes Äquivalent dar.

## Chemische Zusammensetzung
Foidsyenite und Nephelinsyenite weisen – ihrem exotischen Mineralbestand entsprechend – ausgeprägte chemischen Besonderheiten auf. Sie besitzen hohe Gehalte an Alkalien und Al2O3 (was aus der fast ausschließlichen Zusammensetzung aus Foiden und Alkalifeldspaten resultiert), und vergleichsweise geringe Gehalte an SiO2, die zwischen 50 % und 56 % variiert. CaO, MgO und Eisen (Fe2O3 + FeO) sind nie in großer Menge vorhanden.
Die von Daniel S. Barker berechneten Durchschnittsgehalte der Hauptelementgehalte von Nephelinsyeniten aus weltweiten Vorkommen sind in der nebenstehenden Tabelle aufgeführt. Der normative Mineralbestand dieser Durchschnittszusammensetzung besteht zu 22 % aus Nephelin und zu 66 % aus Feldspat.
Nephelinsyenite und andere Foidsyenite sind durch hohe Verhältnisse von (Na2O+K2O)/SiO2 und (Na2O+K2O)/Al2O3 gekennzeichnet, was durch die Anwesenheit von Nephelin (bzw. anderen Foiden) und alkalischen mafischen Mineralen bedingt ist. Im geochemischen Sinne handelt es sich bei diesen Gesteinen um Alkaligesteine. Kennzeichnend sind geringe SiO2-Gehalte, die intermediären Gesteinen entsprechen, und niedrige Gehalte an MgO und Eisen. Leichte Seltenerdelemente (SEE) sind oft stark angereichert, was auf ein stark differenziertes Magma hinweist. Für Nephelinsyenite existieren mehrere Gesteinsstandards (geochemische Standardproben), welche die durchschnittliche chemische Zusammensetzung des jeweiligen Gesteins wiedergeben (siehe die nebenstehende Tabelle). Dazu gehören der „Nephelinsyenit STM-1“ (Table Mountain, Oregon, USA) des USGS, der „Nephelinsyenit CHC-2“ (unbenannte Lokalität in der damaligen Sowjetunion) und der „Nephelinsyenit Len X“ der Universität Leningrad, Lehrstuhl für Mineralogie (Durchschnittsprobe aus dem Chibinen-Massiv).
Die folgende Tabelle mit chemischen Gesamtgesteinsanalysen verschiedener Foitsyenite soll die Variabilität foitsyenitischer Magmen verdeutlichen.
| Oxid Gew.-% | Durchschnitts-Nephelinsyenit | ZGI Nephelinsyenit-Standard CHC-2 | USGS Nephelinsyenit-Standard STM-1 | Sodalithsyenit Floresta Azul (n = 2) | Ditroit Ditrău, Rumänien | Litchfieldit Nephelinsyenit mit 15 % Cancrinit Litchfield/Maine | Cancrinitsyenit Mikkelsen, Norwegen | Arfvedsonit-führender Lujavrit Ilímaussaq | Naujakasit-führender Lujavrit Ilímaussaq | Murmanit-Lovozerit-führender Lujavrit Lowosero |
| ----------- | ---------------------------- | --------------------------------- | ---------------------------------- | ------------------------------------ | ------------------------ | --------------------------------------------------------------- | ----------------------------------- | ----------------------------------------- | ---------------------------------------- | ---------------------------------------------- |
| SiO2        | 54,99                        | 53,6                              | 59,54                              | 55,50                                | 55,31                    | 59,62                                                           | 49,45                               | 53,47                                     | 50,33                                    | 53,86                                          |
| TiO2        | 0,60                         | 0,86                              | 0,14                               | 0,24                                 | 0,60                     | 0,01                                                            | 0,39                                | 0,41                                      | 0,22                                     | 1,49                                           |
| Al2O3       | 20,96                        | 20,92                             | 18,61                              | 21,05                                | 22,38                    | 21,02                                                           | 23,19                               | 12,51                                     | 13,39                                    | 14,40                                          |
| Fe2O3       | 2,25                         | 4,75                              | 2,87                               | 1,50                                 | 0,88                     | 4,69 total                                                      | 1,12                                | 6,28                                      | 4,17                                     | 6,83                                           |
| FeO         | 2,05                         | 1,20                              | 2,09                               | 3,20                                 | 1,24                     | alles Fe als Fe2O3                                              | 4,12                                | 5,45                                      | 10,53                                    | 1,08                                           |
| MnO         | 0,15                         | 0,22                              | 0,23                               | 0,19                                 | 0,01                     | 0.01                                                            | 0,13                                | 0,52                                      | 1,06                                     | 0,60                                           |
| MgO         | 0,77                         | 0,49                              | 0,10                               | 0,13                                 | 0,19                     | 0,01                                                            | 1,36                                | 0,10                                      | 0,15                                     | 0,85                                           |
| CaO         | 2,31                         | 1,42                              | 1,16                               | 1,65                                 | 2,48                     | 0,69                                                            | 2,97                                | 0,49                                      | 0,31                                     | 1,39                                           |
| Na2O        | 8,23                         | 9,94                              | 8,97                               | 7,75                                 | 7,80                     | 8,94                                                            | 9,27                                | 9,17                                      | 12,61                                    | 9,13                                           |
| K2O         | 5,58                         | 5,94                              | 4,24                               | 7,15                                 | 6,14                     | 5,02                                                            | 3,91                                | 3,93                                      | 1,82                                     | 5,24                                           |
| P2O5        | 0,13                         | 0,13                              | 0,16                               | 0,04                                 | 0,06                     | 0,01                                                            | 0,36                                | 0,25                                      | 0,26                                     | 0,25                                           |
| H2O+        | 1,47                         | 1,03                              | 1,40                               | 0,84                                 | 0,53                     | –                                                               | 0,15                                | 3,85                                      | 2,67                                     | 1,76                                           |
| CO2         | –                            | –                                 | –                                  | 1,68                                 | 2,45                     | –                                                               | 1,41                                | 0,04                                      | 0,11                                     | –                                              |
| Schwefel    |                              | 0,015                             | 0,00                               | –                                    | 0,01                     | –                                                               | –                                   | 0,06                                      | 0,11                                     | 0,11                                           |
| Chlor       | –                            | –                                 | 0,05                               | 0,19                                 | –                        | –                                                               | 0,03                                | 0,02                                      | 0,00                                     | 0,20                                           |
| Fluor       | –                            | 0,20                              | 0,10                               | 0,1                                  | –                        | –                                                               | 0,20                                | 0,08                                      | 0,10                                     | –                                              |
| ZrO2        | –                            | 0,085                             | 0,16                               | 0,022                                | –                        | 0,030                                                           | –                                   | 0,78                                      | 0,37                                     | 1,64                                           |

### Foidsyenite und agpaitische Gesteine

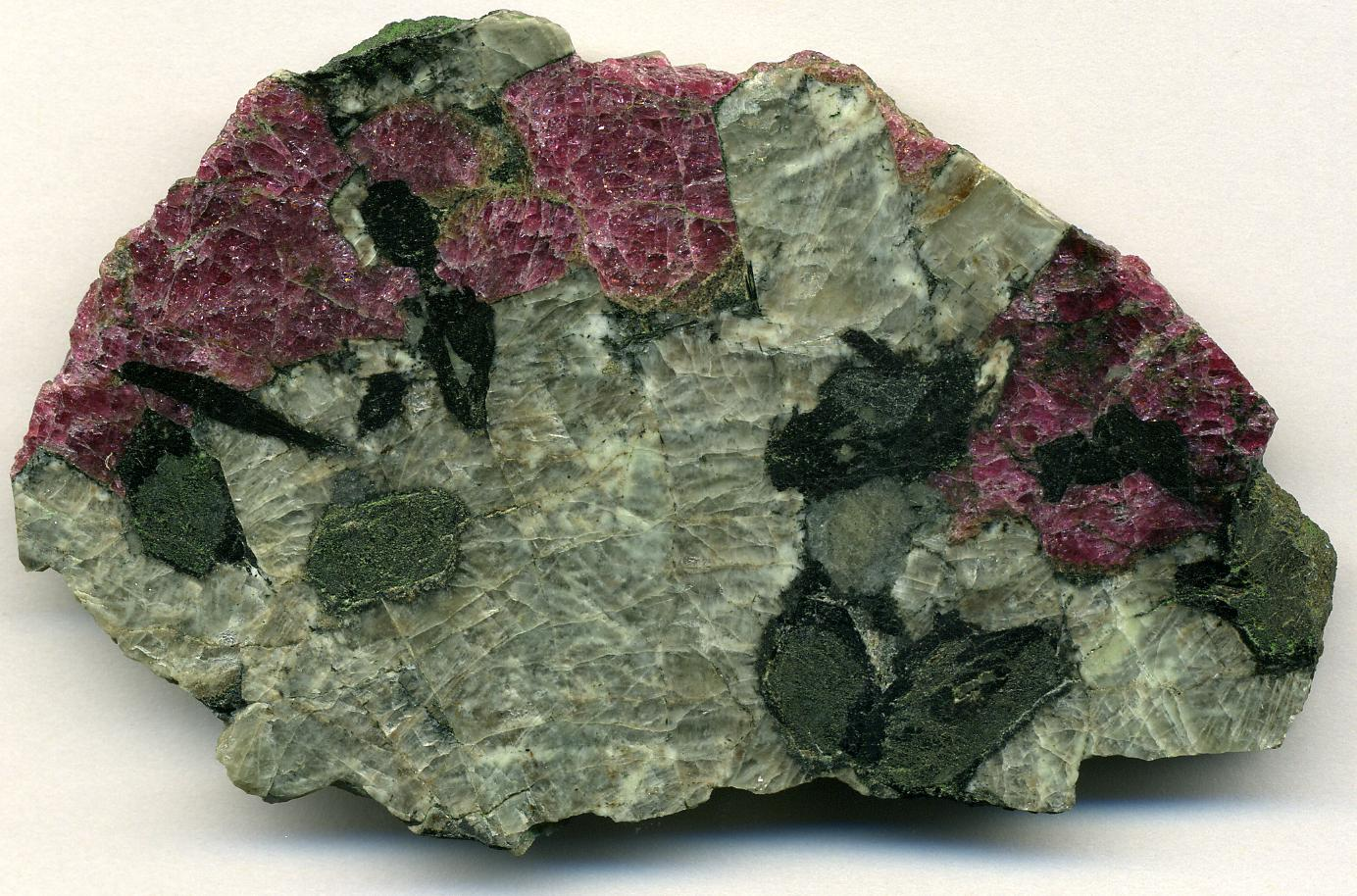
Eudialytischer Agpait (pegmatitischer peralkalischer Nephelinsyenit mit Eudialyt) aus den Chibinen

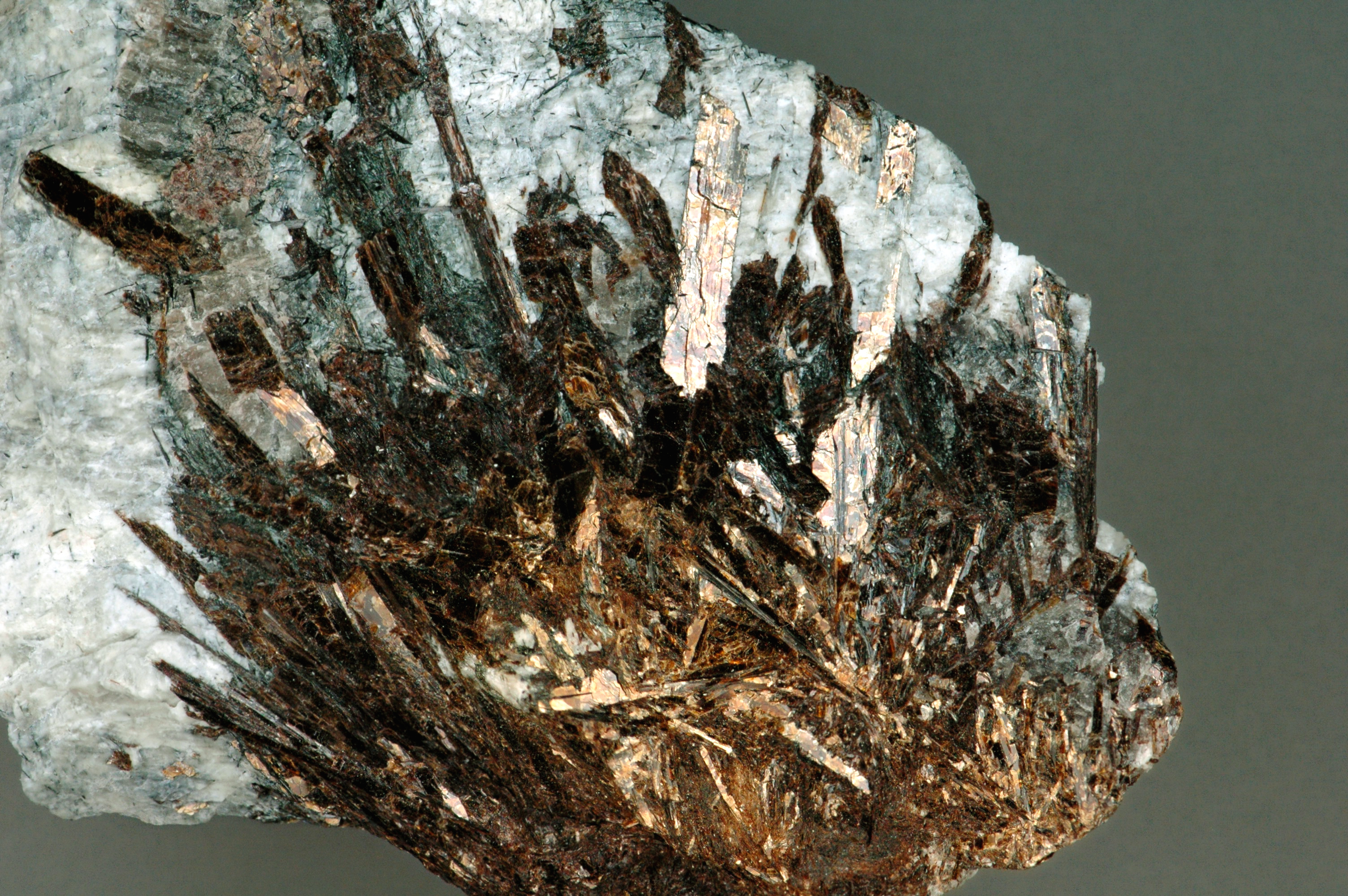
Astrophyllitischer Agpait (pegmatitischer peralkalischer Nephelinsyenit mit Astrophyllit) aus den Chibinen

Basierend auf Untersuchungen von Nephelinsyenit-Intrusionen im mesoproterozoischen „Gardar-Rift“ in Süd-Grönland führte der schwedische Mineraloge Niels Viggo Ussing im Jahre 1912 den Begriff „Agpait“ für Nephelinsyenite mit (Na+K)/Al > 1,2 ein. Auch heute werden Nephelinsyenite und ihre Derivate nach dem Verhältnis der Alkalien zu Aluminium (gekennzeichnet durch Ka = (Na+K)/Al) in „agpaitische Typen“ mit Ka > 1 und „miaskitische Typen“ mit Ka = 1 unterteilt. „Agpaitische“ Gesteine sind in der gegenwärtigen petrographischen Terminologie peralkalische Nephelinsyenite mit komplexen Na-Ca-Ti-Zr-Silikatmineralen und hohen Gehalten an Na, Fe, Cl und Zr sowie geringen Gehalten an Mg und Ca. Im Gegensatz dazu werden weniger alkalische Nephelinsyenite, in denen Zirkon, Titanit und Ilmenit als charakteristische Minerale auftreten, „miaskitisch“ genannt. Heute sind die Termini „Agpait“ bzw. „agpaitisch“ aber auf peralkalische Nephelinsyenite beschränkt, welche durch komplexe Zr- und Ti-Minerale wie Eudialyt und/oder Mosandrit und/oder Rinkit charakterisiert sind – im Gegensatz zu miaskitischen Nephelinsyeniten, in denen die Elemente mit hoher Feldstärke wie Zirkonium und Titan bzw. ihre Ionen (Zr4+ und Ti4+) hauptsächlich in einfachen Mineralen wie Zirkon und Ilmenit eingebaut werden. Agpaitische Nephelinsyenit-Massive, zu denen auch die Ilímaussaq-Intrusion und die Chibinen- und Lowosero-Tundren zählen, erreichen Größenordnungen von 300 – 1000 km². Von ihnen sind weltweit nur circa 100 bekannt – sie sind also unverhältnismäßig seltener als die mehreren tausend miaskitischen Massive. Mit den agpaitischen Nephelinsyenit-Massiven sind industriell bedeutende Lagerstätten einer Reihe von Elementen und extrem reiche Mineralassoziationen verbunden.
Jewgeni Iwanowitsch Semenow unterteilte die nephelinsyenitischen Gesteine in fünf Untergruppen: agpaitische Nephelinsyenite des Ilímaussaq-Typs, gekennzeichnet durch F-Arfvedsonit, Eudialyt, Steenstrupin usw.; drei verschiedene Zwischentypen, die jeweils durch Mg-Arfvedsonit (Lowosero-Typ), Al-Arfvedsonit (Chibinen-Typ) und Katophorit (Langesundsfjord-Typ) gekennzeichnet sind und zusätzlich zu Eudialyt noch Zirkon, Titanit und Ilmenit enthalten, sowie die miaskitischen Nephelinsyenite mit Hastingsit, Zirkon etc.
Auch Alexander Petrowitsch Chomjakow (bekannter ist die englische Transkription Aleksandr Petrovich Khomyakov) hat die nephelinsyenitischen Gesteine in fünf Gruppen unterteilt. Der Unterteilung liegt die Typomorphie von Seltenmetall- und akzessorischen Mineralen zugrunde – hauptsächlich Silikaten mit der allgemeinen Formel AxMySipOq, wobei gilt: A = Na, K und andere starke Basen sowie M = Nb, Ti, Zr, Be und andere Aluminium substituierende Metalle. Die Unterteilung in fünf Typen basiert auf dem Alkalinitätsmodul, Kalk = (x × 100)/(x + y + p), was der Atomprozentsatz der wichtigsten Kationen der A-Gruppe in der chemischen Formel der Minerale ist.
- Kalk > 40 %: hyperagpaitische Gesteine mit Zirsinalith, Vuonnemit, Vitusit-(Ce), Steenstrupin, Chkalovit etc., zusammen mit Li-Arfvedsonit, Ussingit, Natrosilit, Villiaumit etc. Darunter befinden sich nennenswerte Mengen wasserlöslicher Minerale wie Villiaumit oder Natrosilit.
- Kalk = 35–40 %: hochagpaitische Gesteine mit Eudialyt, Lamprophyllit, Astrophyllit etc., zusammen mit Li-Arfvedsonit, Aenigmatit, Nephelin, Analcim, Sodalith, Villiaumit etc.
- Kalk = 25–35 %: mittelagpaitische Gesteine mit Apatit, Titanit, Arfvedsonit, Nosean etc.
- Kalk = 15–25 %: niedrigagpaitische Gesteine mit Eudialyt, Låvenit, Titanit, Zirkon, Apatit, Katophorit etc.
- Kalk << 15 %: miaskitische Gesteine mit Allanit, Zirkon, Ilmenit, Hastingsit etc.

Die Unterscheidung zwischen agpaitischen und hyperagpaitischen (oder ultra-agpaitischen) Nephelinsyeniten ist das Ergebnis der Entdeckung zahlreicher, teils wasserlöslicher Minerale in den Chibinen- und Lowosero-Komplexen mit ungewöhnlich hohen Natriumgehalten. Der Hauptunterschied zwischen den Klassifikationssystemen von Semenow und Chomjakow ist die Gruppe hyperagpaitischer Gesteine. Henning Sørensen stellte ein leicht vereinfachtes System auf, welches aus hyperagpaitischen Gesteinen, aus agpaitischen Gesteinen sensu stricto, aus Übergangs- sowie aus miaskitischen Gesteinen besteht. Ein solches System, angewendet auf die Gesteine des Ilímaussaq-Komplexe, klassifiziert den Pulaskit und den Foyait als Übergangssyenite und Nephelinsyenite; den Sodalithfoyait, Naujait, Kakortokit, Aegirin-Lujavrit und einige der eudialytreichen Arfvedsonit-Lujavrite als Agpaite; während die Naujakasit- und Steenstrupin-Lujavrite sowie eine Reihe von späten Erzgängen eine hyperagpaitische Mineralogie aufweisen. Derzeit existieren Diskussionen zu einer Anpassung der Agpait-Definition von B. Ronald Frost & Carol D. Frost und Michael A. W. Marks & Gregor Markl.

### Foidsyenite und peralkalische Gesteine
Als „peralkalisch“ werden alkalische Gesteine bezeichnet, in denen die molekularen Gehalte von Na2O und K2O die des Al2O3 übersteigen (Na2O + K2O > Al2O3). Solche Gesteine weisen in der CIPW-Norm Akmit (ac) und gelegentlich auch Natriummetasilikat (ns) auf; in der modalen Zusammensetzung sind normalerweise Alkalipyroxene und/oder Alkaliamphibole vorhanden.
Zu diesen Gesteinen zählen intrusive und extrusive Gesteine, die SiO2-übersättigt (granitisch/rhyolithisch), SiO2-gesättigt (syenitisch/trachytisch) und SiO2-untersättigt (nephelinsyenitisch bis foidolithisch / phonolithisch bis foiditisch) sein können. Die meisten peralkalischen Gesteine sind reich an LILE (lithophile Elemente mit großen Ionen wie Li, Na, K, Rb und Cs), Halogenen (Fluor, Chlor, Brom und Iod), Seltenerdelementen (SEE), HFSE (Zr, Hf, Nb, Ta und U) und anderweitig seltenen Elementen wie Be, Sn, Zn und Ga. Die in einigen Fällen extreme Anreicherung von Alkalien, Halogenen, HFSE und SEE bei der Differenzierung peralkalischer Magmen führt zur Bildung einer Fülle sonst seltener Minerale, darunter F-Minerale (Villiaumit), Cl-Minerale (Sodalith) und verschiedene typische halogenhaltige Na-Ca-HFSE-Minerale, von denen die häufigsten Vertreter der Eudialyt-, der Rinkit- und der Wöhlerit-Gruppen sind. Wie oben angeführt definiert das Vorhandensein dieser vielfältigen und strukturell komplexen Minerale die agpaitischen Gesteine – womit deutlich wird, dass viele – aber bei weitem nicht alle – agpaitische Gesteine gleichzeitig auch peralkalisch sind.

## Namen und Nomenklatur
Ein Foidsyenit im heutigen Sinne wurde zum ersten Mal im Jahre 1861 beschrieben, und zwar durch Johann Reinhard Blum vom Berg Fóia bei Monchique, Distrikt Faro, Algarve in Südportugal, woraus auch der ursprüngliche Name Foyait resultierte. Nachdem Blum selbst schon den Namen Eläolith-Syenit (Eläolith = Nephelin) erwähnt hatte, schlug Karl Heinrich Rosenbusch den alternativen Namen Nephelinsyenit vor. Rosenbusch war zumindest zum Teil auch für die ausufernde Praxis verantwortlich oder hat dazu ermuntert, neue, nur lokal auftretende Gesteine mit eigenen Namen zu benennen.

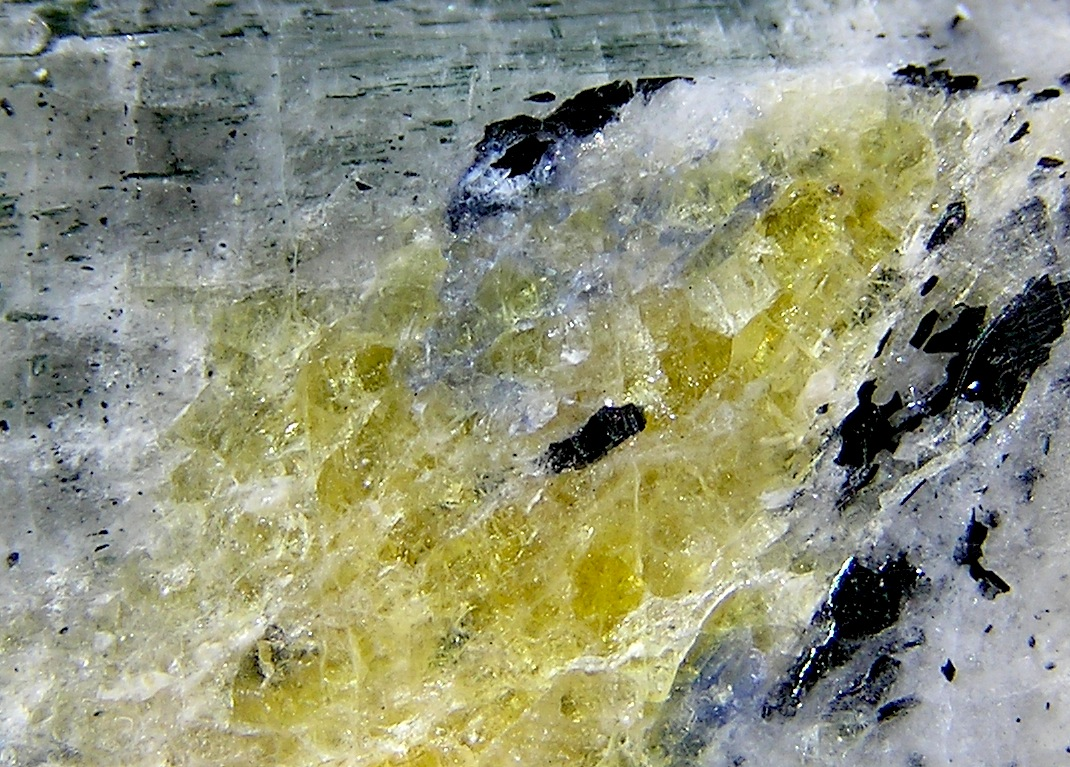
Dieser Litchfieldit führt drei verschiedene Foide: Nephelin, Cancrinit und Sodalith

Nephelinsyenite sind die häufigsten Foidsyenite. Nach Nephelin sind Sodalith und Cancrinit die wichtigsten Feldspatvertreter, die an der Zusammensetzung von Foidsyeniten beteiligt sein können.
Eine historische Übersicht und eine systematische Diskussion zu den Foidsyenit-Varietäten und verwandten Gesteinen gibt Albert Johannsen.
Zu solchen historischen Namen von Foidsyeniten gehören:
- Agpait (nach der Lokalität Agpat, heute Appat, im Ilímaussaq-Komplex auf Grönland) ist ein Foidsyenit (im weiteren Sinne ein alkalisches Gstein), der u. a. durch komplexe Zr- und Ti-Minerale anstelle von Zirkon und Ilmenit gekennzeichnet ist (vgl. weiter oben). Nicht alle Agpaite sind Foidsyenite, nicht alle Foidsyenite sind Agpaite.
- Assyntit (nach der Lokalität Assynt, Schottland). Lokalname für eine Nephelinsyenit-Varietät, die aus reichlich Orthoklas, kleineren Mengen Sodalith und Nephelin mit Aegirin-Augit, Biotit und großen Titanitkristallen besteht.[10]
- Borolanit (nach dem Borralan-Komplex am Loch Borralan (früher Loch Borolan), Assynt, Sutherland, Schottland) ist ein relativ dunkler, grobkörniger Nephelinsyenit, der Alkalifeldspat, Nephelin und reichlich Melanit und Biotit als mafische Minerale enthält. Am Loch Borralan in Nordwestschottland ist der Nephelin weitgehend alteriert. Mitunter tritt Pseudoleucit auf.[34][10][7]
- Busorit (fälschlich auch Busonit; nach Busori, Lueshe, Kivu, Demokratische Republik Kongo) ist ein Lokalname für einen grobkörnigen Cancrinitsyenit mit primärem Calcit, Alkalifeldspat, Lepidomelan und Aegirin.[35]
- Canadit. Grobkörnige Nephelinsyenit-Varietät, in der der Feldspat im Wesentlichen Albit- oder natriumdominanter Plagioklas ist, mit reichlich mafischen Mineralen, insbesondere Biotit und Amphibol.[10]
- Deldoradit (auch Deldoradoit, nach dem Fundort Deldorado Creek, Uncompahgre Quadrangle, Colorado, Vereinigte Staaten) ist eine leukokrate Cancrinitsyenit-Varietät mit Biotit und Aegirin.[33]
- Ditroit (nach Ditrău (ungarisch Ditró), Kreis Harghita in Siebenbürgen, Rumänien): Biotithaltige Nephelinsyenit-Varietät mit Cancrinit und primärem Calcit; Sodalith füllt Risse und Intergranulare. Von Waldemar Brøgger[36] als allgemeiner Begriff für Nephelinsyenite mit körniger Textur verwendet.[37][16][10]
- Foyait (nach dem Berg Fóia bei Monchique, Distrikt Faro, Algarve, Portugal): Hypersolvus-Nephelinsyenit mit infolge der tafeligen, parallel eingeregelten Alkalifeldspatkristalle trachytoidaler Textur.[10][7]
- Kakortokit (nach Kakortak, heute Qaqortoq, Ilímaussaq-Komplex, Kommune Kujalleq, Süd-Grönland): lokaler Name für eine agpaitische Nephelinsyenit-Varietät mit betont kumulater Textur und magmatischer Schichtung, reich an Alkalifeldspat, Eudialyt und Arfvedsonit.[10][38]
- Lakarpit (nach Lakarp im Norra-Kärr-Komplex, Gränna, Jönköping, Jönköpings län, Schweden): lokaler Name für einen grobkörnigen Nephelinsyenit mit Alkalifeldspat, alteriertem Nephelin, reichlich Arfvedsonit, Aegirin und etwas Pektolith.[39][10]
- Lardalit/Laurdalit (nach dem Lardal, Norwegen): lokaler Name für einen grobkörnigen Nephelinsyenit mit rhombenförmigen Alkalifeldspatkristallen (oder ternären Feldspäten) und großen Nephelinkristallen.[10]
- Litchfieldit (nach Litchfield, Maine, USA): grobkörnige, etwas foliierte Nephelinsyenit-Varietät mit Kalifeldspat, Albit, Nephelin, Cancrinit, Sodalith und Lepidomelan.[40][33][17]
- Lujavrit (nach Lujaur Urt, kildinsamischer Name der Lowosero-Tundra in Nordwest-Russland): melanokrate, agpaitische Nephelinsyenit-Varietät mit Eudialyt, Arfvedsonit und Aegirin sowie perthitischem Alkalifeldspat bzw. zwei Feldspäten (Mikroklin und Albit). Kennzeichnend sind eine betonte magmatische Lamination sowie reiche Mineralisationen von Phasen mit inkompatiblen Elementen wie SEE, U, Th und Li.[36][10][7]
- Malignit (nach dem Maligne River, Ontario, Kanada): mesokrater Nephelinsyenit mit viel Aegirin-Augit, etwas Orthoklas und Nephelin zu gleichen Teilen. Viele andere mafische Minerale wie Amphibole, Granat und Biotit können vorhanden sein. Neu definiert als mesokrater Foidsyenit im QAPF-Feld 11 des Streckeisen-Diagramms.[10]
- Mariupolit (nach der Stadt Mariupol, Oktjabrski (Mariupolski) Massiv (russisch Октябрьский (Мариупольский) массив) in der Oblast Donezk, Ukraine): leukokrate Nephelinsyenit-Varietät, charakterisiert durch die Abwesenheit von Kalifeldspat und die Anwesenheit von Albit und Aegirin.[10]
- Naujait (nach Naujakasik, heute Naajakasik, Ilímaussaq-Komplex, Süd-Grönland): lokaler Name für eine agpaitische Nephelin-Sodalithsyenit-Varietät mit poikilitischer Textur, wo kleine Sodalith-Körner in großen Alkalifeldspat-, Arfvedsonit-, Aegirin- und/oder Eudialyt-Körnern eingeschlossen sind. Der Sodalith-Gehalt des Gesteins kann 50 % erreichen.[10] Der Ilímaussaq-Komplex ist die Typlokalität des Sodaliths.[41][42][43]
- Pienaarit (nach dem Pienaar-Fluss, Transvaal, Südafrika) ist eine mafische Nephelinsyenit-Varietät mit reichlich Titanit, Aegirin-Augite und Anorthoklas.[44]
- Pulaskit (nach dem Pulaski County in Arkansas, USA): Varietät eines nephelinhaltigen Alkalifeldspatsyenits, der Alkalifeldspat und variierende Mengen an Na-Pyroxenen und -Amphibolen sowie Fayalit, Biotit und geringe Mengen Nephelin enthält.[10]
- Särnait (nach Särna, Älvdalen, Dalarnas län, Schweden) ein leukokrater, hellgrau bis weiß aussehender Cancrinitsyenit, der tafelförmige, manchmal fluidal eingeregelte Kalifeldspäte (perthitische Orthoklase, mitunter trachytoidal) und leistenförmige Alkalipyroxene (Aegirin-Augit) enthält. An der Typlokalität bei Särna ist der Särnait ausgeprägt schlierig inhomogen.[36][10][7]
- Shonkinit (nach Shonkin, dem Namen der indigenen Völker Amerikas für die Highwood Mountains, Chouteau County, zentrales Montana, USA): heute definiert als melanokrate Foidsyenit-Varietät mit hohen Anteilen mafischer Silicate (typischerweise Augit, Biotit und Olivin).[10]
- Synnyrit (nach dem Synnyr-Bergwerk in Sacha). Kalsilitsyenit mit mikropegmatitischer Textur, bestehend aus Kalifeldspat und Kalsilit, Nephelin, Biotit, Albit sowie wenig Aegirin-Augit, Titanit, Apatit, Fluorit, Magnetit, Granat und Alkaliamphibolen.[10]

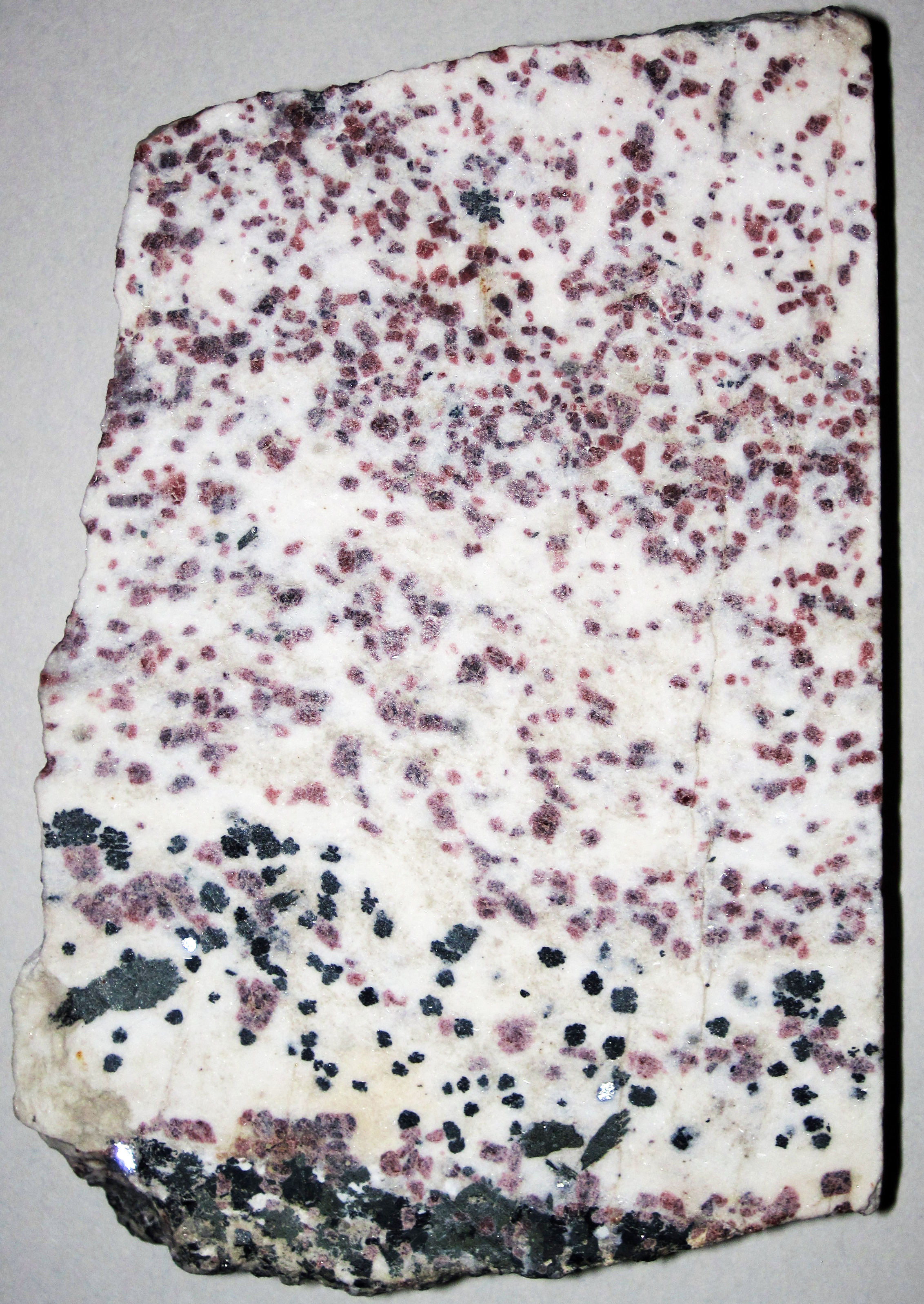
Kakortokit, Ilímaussaq, Grönland
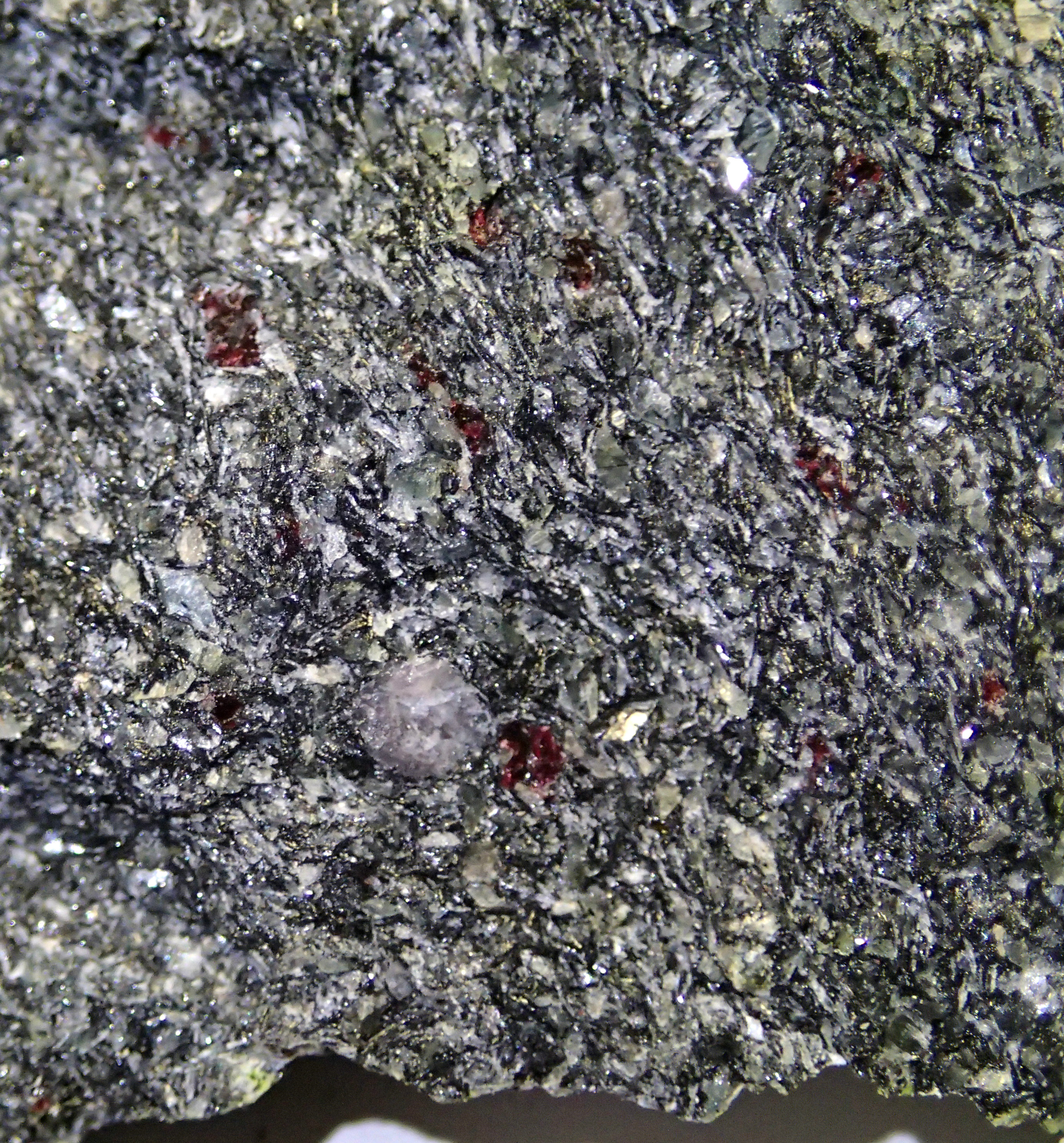
Lujavrit mit Villiaumit, Ilímaussaq-Komplex, Grönland
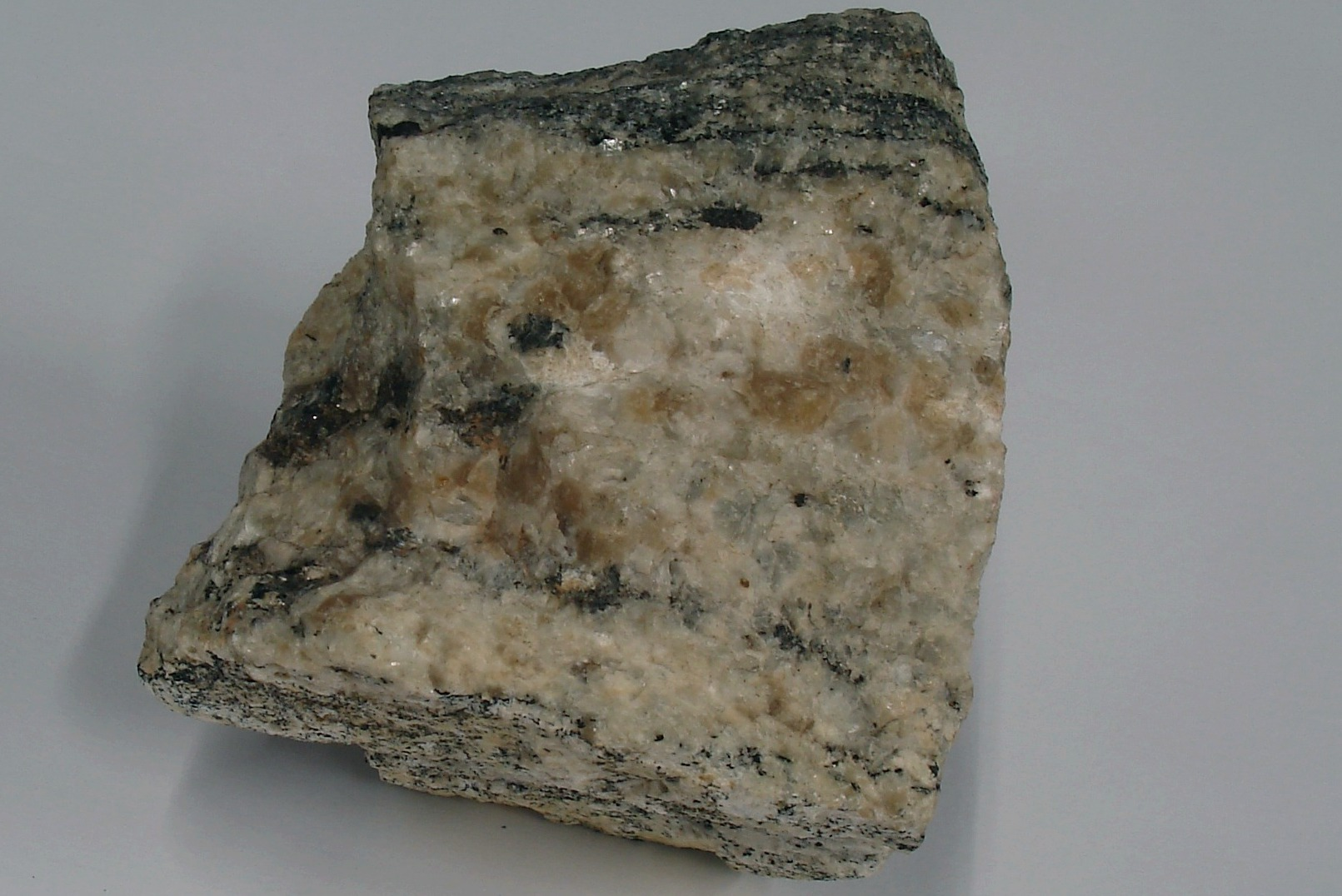
Litchfieldit, ein Nephelinsyenitgneis, aus dem Canaã-Massiv, Duque de Caxias, Rio de Janeiro, Brasilien
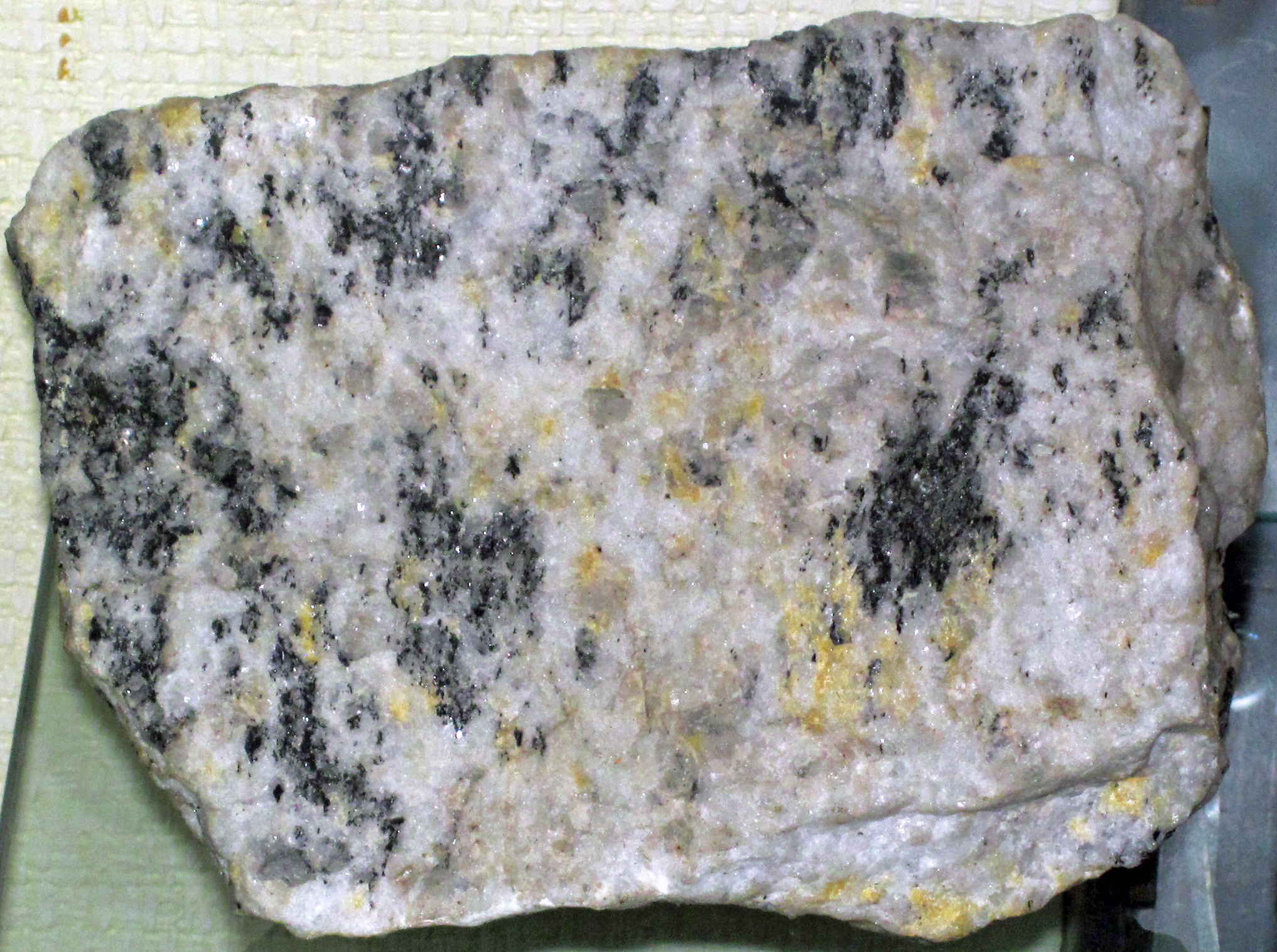
Litchfieldit mit gelbem Cancrinit aus Litchfield, Maine, USA
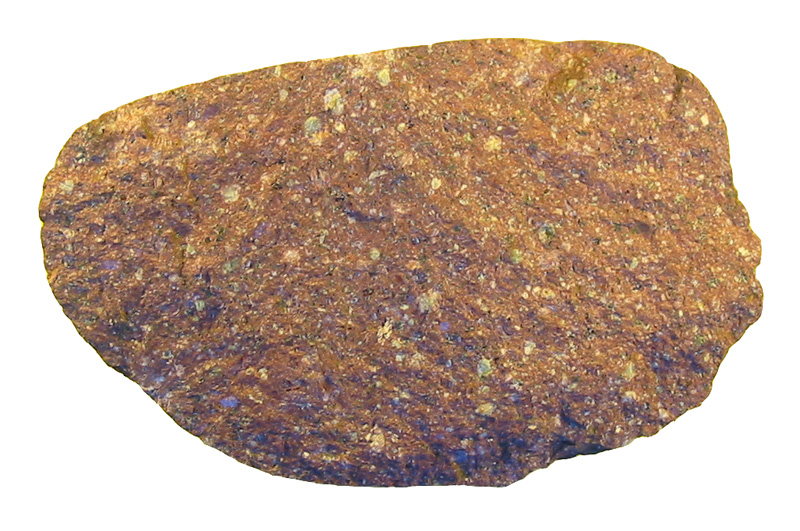
Särnait von Särna, Älvdalen, Schweden
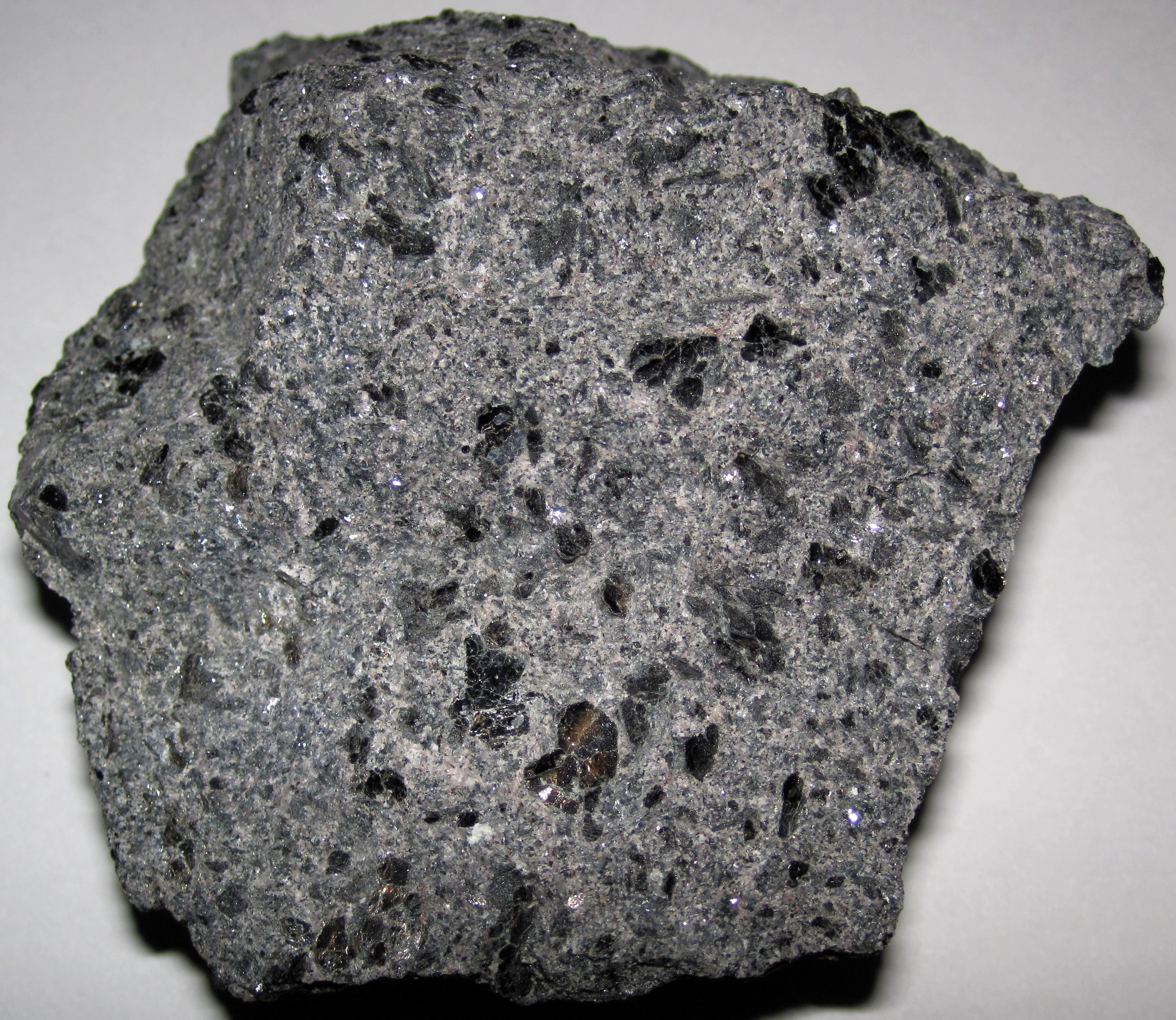
Shonkinit, Mountain Pass Alkaline Suite, Kalifornien, USA

## Bildung und Vorkommen

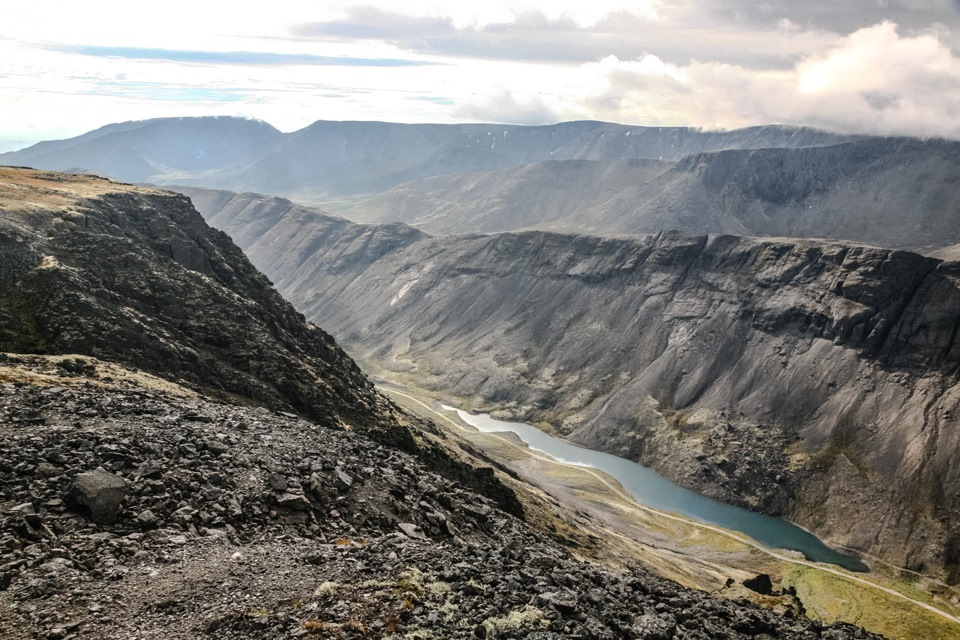
Die Chibinen mit dem Kukiswumtschorr sind nicht nur das größte Nephelinsyenitgebiet der Welt, sondern auch – nach dem Guli-Komplex – das weltweit zweitgrößte Alkaligesteinsgebiet

Die Petrogenese der SiO2-untersättigten felsischen Alkaligesteine wie der Foidsyenite ist noch nicht vollständig geklärt. Kleinvolumige Phonolithgesteinskörper in tektonischen Intraplattenumgebungen (sowohl auf kontinentalen als auch auf ozeanischen Inseln) lassen sich zwar leicht als Endprodukte der extremen Fraktionierung mafischer alkalischer (alkalibasaltischer, basanitischer oder olivinnephelinitischer) Magmen herleitet. Mit diesem Procedere lassen sich aber nicht größere Vulkanprovinzen und große Intrusionen über oft Hunderte von Quadratkilometern erklären. Solche Fälle können durch das teilweise Schmelzen eines Gesteins mit alkalibasaltischer Zusammensetzung in der Unterkruste entstanden sein. Nephelinsyenite (und auch Phonolithe) können durch fraktionierte Kristallisation von aus dem Erdmantel abgeleiteten (mafischen und SiO2-untersättigten) Schmelzen oder als Teilschmelzen solcher Gesteine abgeleitet werden. In einigen mit Karbonatiten assoziierten Ringkomplexen ist Metasomatose (Fenitisierung) wichtig. Andere Nephelinsyenite scheinen durch Metasomatose (Nephelinitisierung) präexistenter Granitgneise gebildet worden zu sein. Die in der ersten Hälfte des 20. Jahrhunderts erwogenen These einer Desilifizierung granitischer Magmen durch Assimilation von Kalkstein ist durch neuere Feld- und experimentelle Daten weitgehend widerlegt.
Weitgehendes Einverständnis besteht darin, dass Nephelinsyenite und andere Foidsyenite aus sehr alkalireichen Magmen generiert werden und sich häufig in ringförmigen Intrusionskörpern, allein oder zusammen mit anderen Alkaligesteinen vergesellschaftet, finden. Solche Alkaligesteinskomplexe befinden sich zumeist in kontinentalen Riftzonen wie dem Oslograben (Oslorift), dem Gardar-Rift und dem Kenya-Rift oder „oberhalb“ von Subduktionszonen des Kordillerentyps (Supra-Subduktionspositionen in Subduktionszonen). Agpaitische Nephelinsyenite finden sich in Intraplatten-Lokationen. Sie bilden Intrusivkomplexe oder Teile davon sowie Pegmatite im Spätstadium und Gänge in nicht-agpaitischen Komplexen. Die bekanntesten Beispiele für Massive sind die Komplexe Ilímaussaq, Chibinen, Lowosero, Mont Saint-Hilaire, Tamazeght (Marokko), Pilanesberg (Südafrika) und Saima (China). Agpaite in kleineren Teile von Massiven finden sich im Motzfeldt-Zentrum (Südgrönland) und dem McGerrigle-Komplex, Gaspé, Québec. Agpaite in Form von spätgebildeten Pegmatiten und Gängen treten in der Region Langesundsfjord in Südnorwegen, in Fitou, Südfrankreich, und im Gardiner-Komplex, Ostgrönland, auf.
Eine systematische Zusammenstellung zur Vielfalt und relativen Häufigkeit von mit Karbonatiten verbundenen magmatischen Silikatgesteinen, darunter auch der Foidsyenite, gibt Alan R. Woolley.
Es folgt eine nach Kontinenten und Ländern geordnete Auflistung von Nephelinsyeniten:

### Europa
- Deutschland

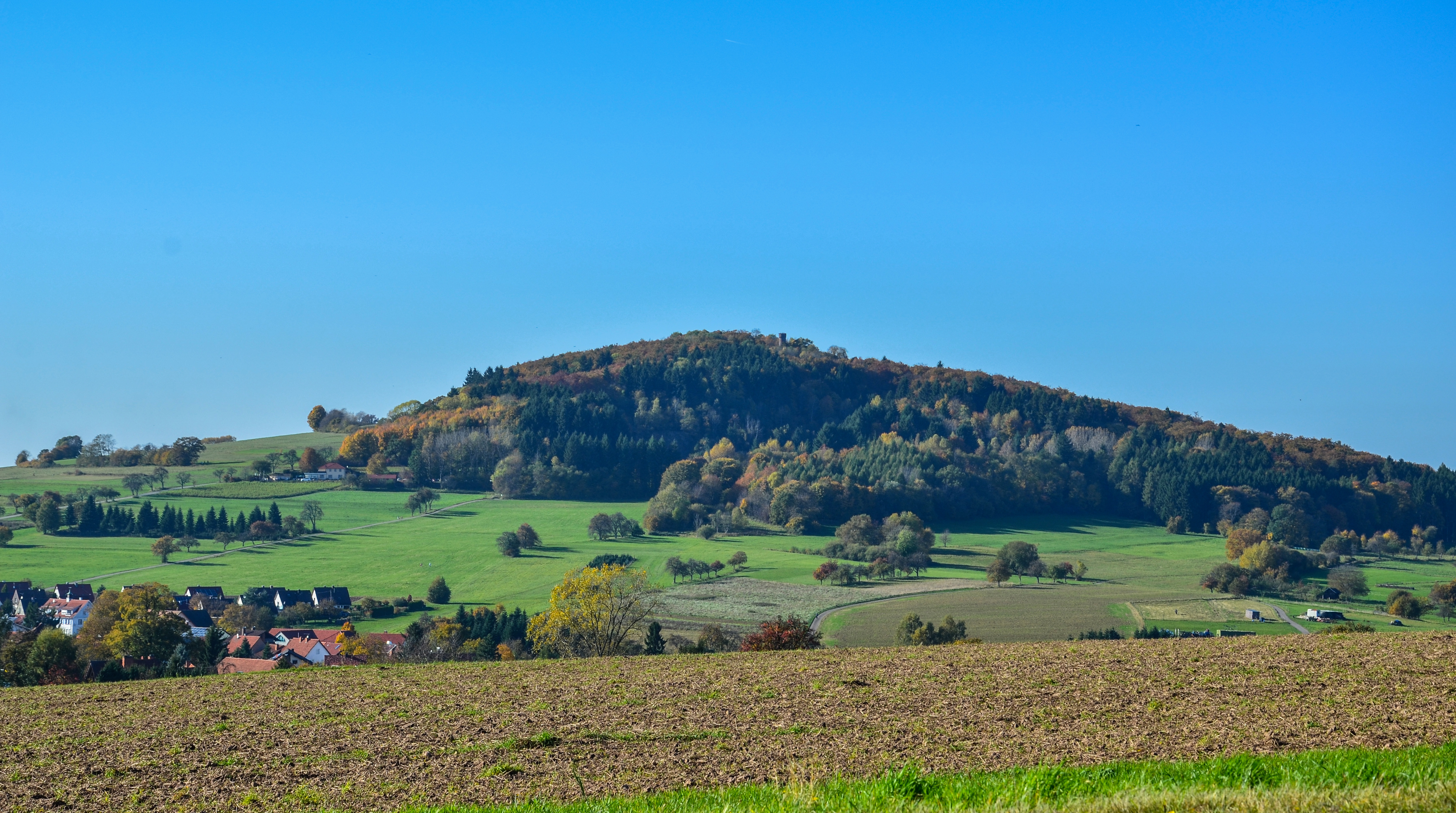
Katzenbuckel bei Eberbach

- - Steinbruch am Michelsberg, Katzenbuckel, Eberbach, Rhein-Neckar-Kreis (Regierungsbezirk Karlsruhe), Baden-Württemberg. Shonkinit.[52]
  - Henkenberg, Niederrotweil, Vogtsburg im Kaiserstuhl, Landkreis Breisgau-Hochschwarzwald, Regierungsbezirk Freiburg, Baden-Württemberg. Sodalithsyenit als Einschlüsse im Phonolith.[53]
- Finnland
  - Kuolajärvi (heute: Kuoloyarvi, Rajon Kandalakscha, Oblast Murmansk, Russland)[54]
  - Kiihtelysvaara, Joensuu, Nordkarelien. Astrophyllit-führender Nephelinsyenit.[55]
- Frankreich
  - Nephelinsyenit-Intrusion Fitou, Fitou bei Narbonne, Département Aude in der Region Okzitanien. Nephelinsyenite, die zusammen mit Effusiv- und anderen Intrusivgesteinen wie Basalten, Trachyten, Lamprophyren, Gabbros, Tescheniten und ultramafischem Kumulaten Produkte des kretazischen Alkalimagmatismus sind, welche die „North-Pyrenean Rift Zone“ bilden.[56]
- Großbritannien
  - Borralan-Komplex am Loch Borralan (Assynt), Sutherland, Schottland[34]
- Norwegen

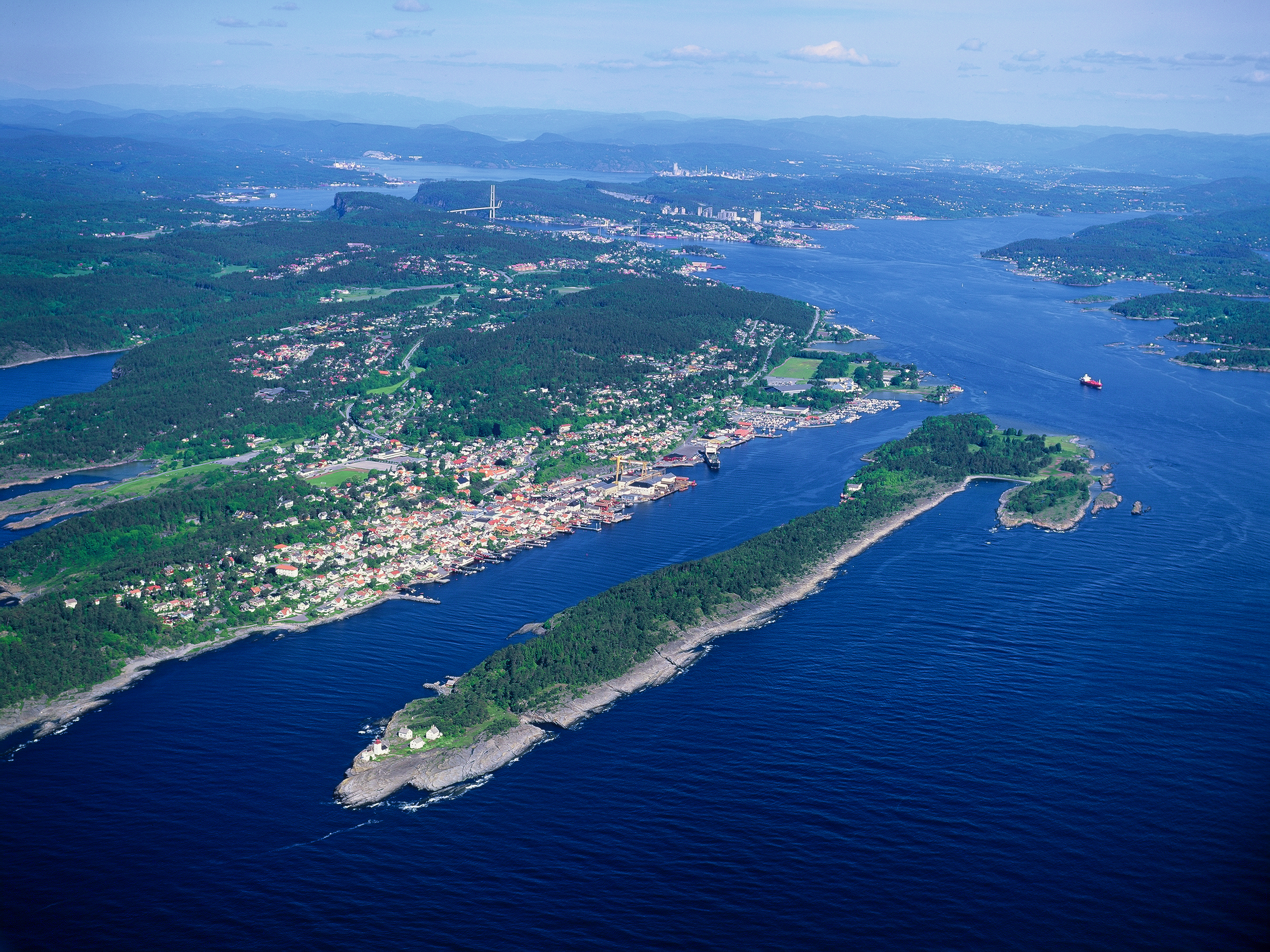
Langesundsfjord und Langøya

- - Oslorift, insbesondere Langesundsfjord, in Südnorwegen. Im Larvik Plutonic Complex innerhalb des spätpaläozoischen Oslorifts verschiedene Varietäten von Nephelnsyeniten, vor allem Nephelinsyenit-Pegmatite, die vor allem miaskitische Zusammensetzungen aufweisen. Eine Gruppe spät gebildeter Nephelinsyenit-Pegmatite ist schwach agpaitisch und führt Minerale der Wöhlerit-, Rosenbuschit- und Eudialyt-Gruppen, in manchen Fällen zusammen mit Zirkon.[57][58]
  - Lillebukt Nepheline Mine, Insel Stjernøya, Alta, Finnmark. Eine der wenigen kontinuierlich in Förderung stehen Nephelinsyenit-Lagerstätten der Welt.[59][60][61]
- Portugal

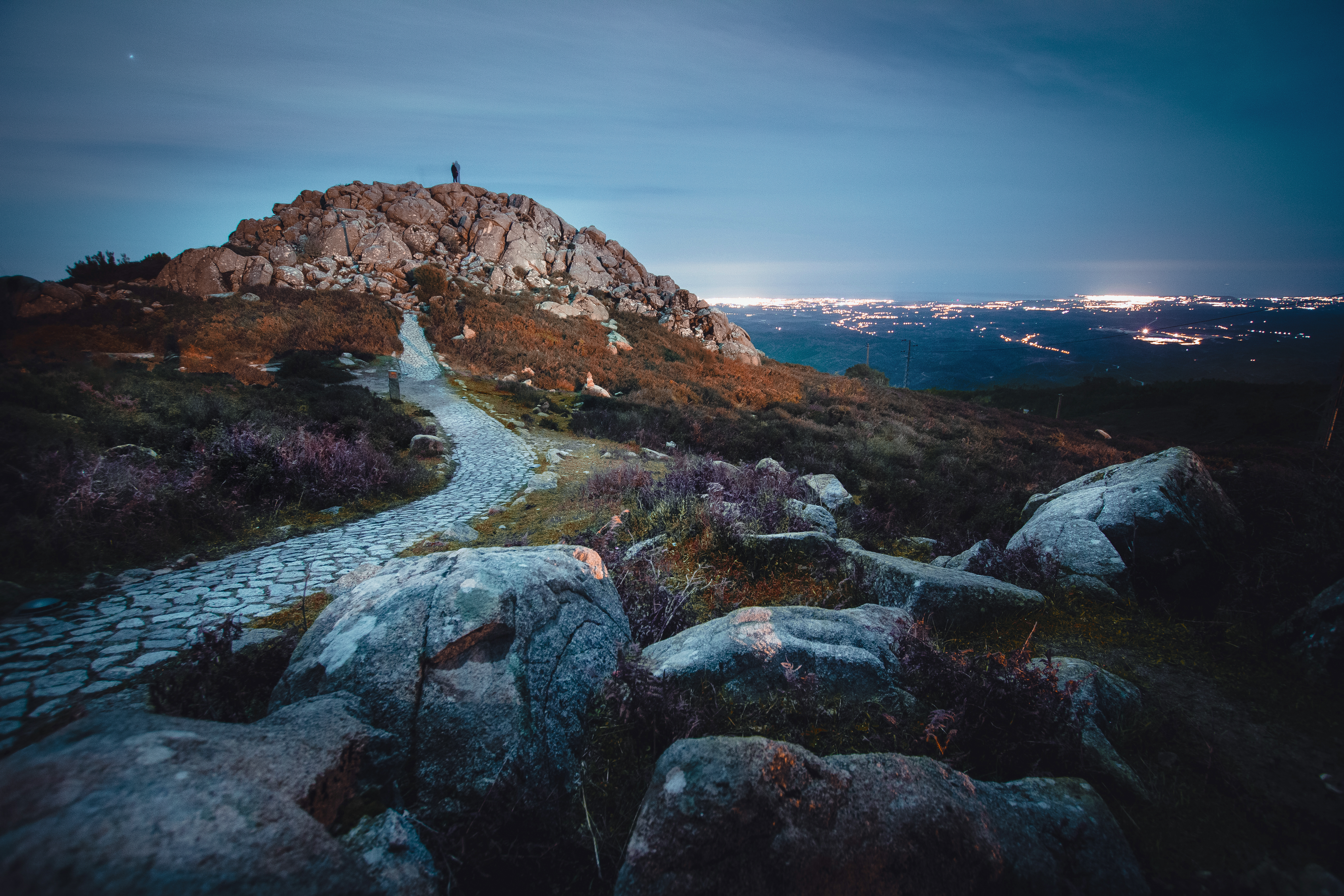
Fóia in der Serra de Monchique

- - Fóia bei Monchique, Monchique-Komplex, Serra de Monchique Distrikt Faro, Algarve. Foyait.[62][63][64]
- Rumänien
  - Ditrău, Kreis Harghita, Region Siebenbürgen. Cancrinit-führender Nephelinsyenit, so genannter Ditroit.[65][37][16][66]
- Russland (einschließlich des asiatischen Teils, vgl. auch „Alkaline Rocks and Carbonatites of the World. Part Two: Former USSR“ von Lia Kogarko und Kollegen[67])

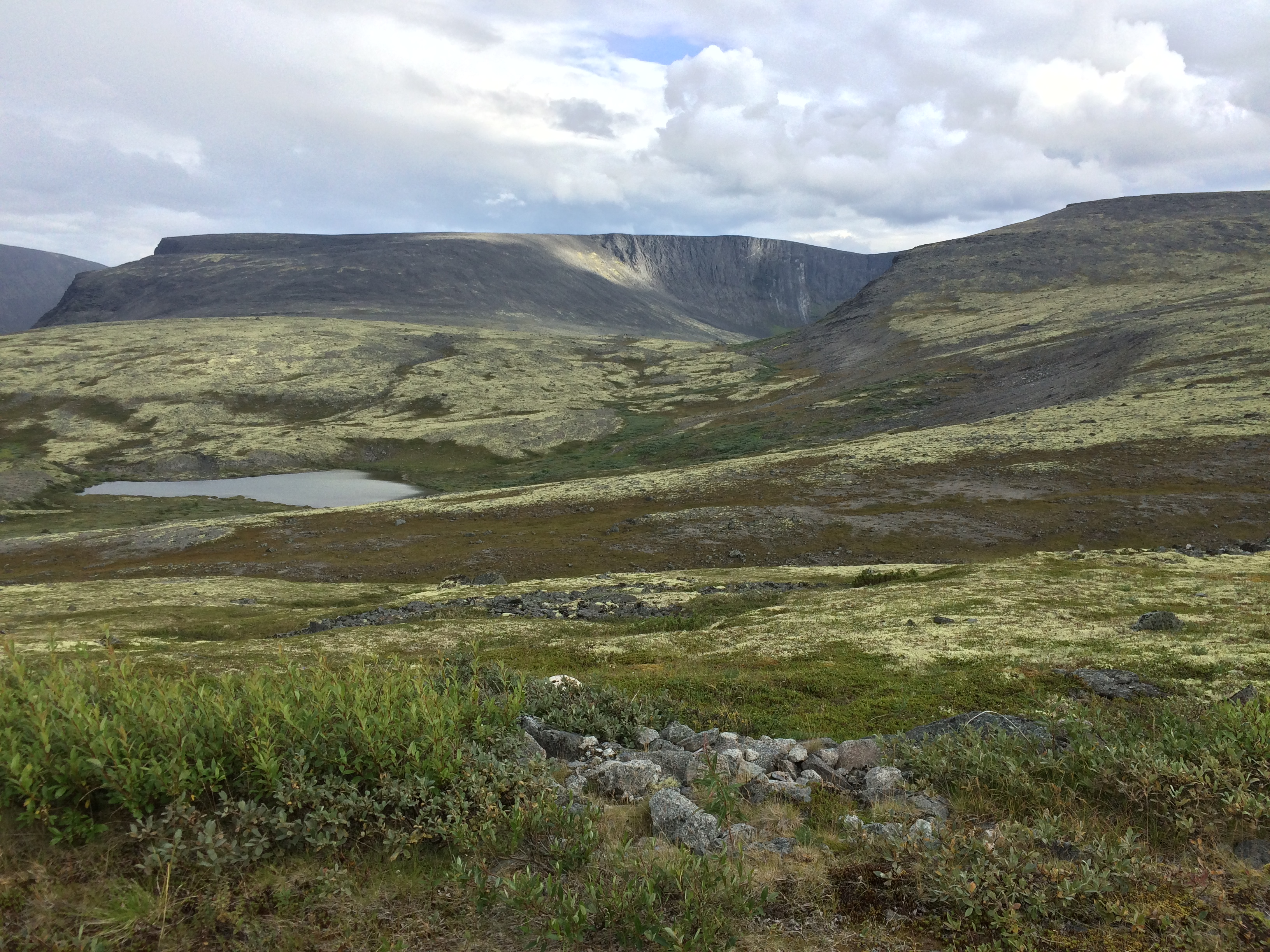
Lowosero-Massiv, Kola-Halbinsel

  - Chibinen (russisch Хибины), Oblast Murmansk, Halbinsel Kola.[68][69] Riesiger Alkaligesteinskomplex mit acht sukzessiven Intrusionsphasen: Alkalisyenite und Nephelinsyenite → Khibinite → Rischorrite → Melteigite, Ijolithe und Urtite → Foyaite und Aegirin führende Nephelinsyenite → Karbonatite.[67] Sowohl die Chibinen als auch die Lowosero-Tundra befinden sich etwa im Zentrum der Kola-Halbinsel und sind Teil der devonischen, ultramafisch-alkalischen und karbonatitischen Kola-Provinz.[67][70]

- - Lowosero-Tundra (russisch Ловозерские тундры), Oblast Murmansk, Halbinsel Kola.[71] Der peralkalische Lowozero-Komplex ist einer der weltgrößten magmatisch geschichteten (englisch Layered Intrusions) agpaitischen Nephelinsyenit-Komplexe. Er umfasst an der Oberfläche ein Gebiet von 625 km², hier ist eine 2400 m mächtige stratigraphische Sukzession von untersättigten felsische Plutoniten aufgeschlossen.[67][70]
  - Wischnjowye-Berge (russisch Вишнёвые горы), Wischnewogorsk, Oblast Tscheljabinsk, Uralgebirge. Nordteil des Ilmenogorski-Wischnjowogorskii-Komplex. Hauptsächlich miaskitische Nephelinsyenite mit Biotit, daneben auch solche mit Amphibolen, und intermediäre Nephelinsyenite mit Biotit und Amphibolen.[72][73][67]
  - Ilmengebirge (russisch Ильме́нские го́ры), Gebirgszug im Südural, Oblast Tscheljabinsk. Heterogen aufgebautes Massiv mit vorherrschend miaskitischen Biotit-Nephelinsyeniten (38 % der Fläche), miaskitischen Amphibol-Nephelinsyeniten (18 %) und Biotitsyeniten (14 %). Darüber hinaus werden etwa 20 % der Fläche von mit Syeniten und Biotit-Plagiosyeniten verzahnten Biotit-Nephelinsyeniten und 10 % der Fläche von mit Syeniten und Amphibol-Plagiosyeniten verzahnten Amphibol-Nephelinsyeniten eingenommen.[67]
  - Alkaligesteinsmassiv Burpala, Fluss Maigunda, Becken des Flusses Mama, Burjatien. Konzentrisch zonierte Intrusion mit einer Fläche von circa 250 km². In den Seltenmetallsyeniten des Massivs wurden mehr als 50 Minerale identifiziert, in denen Zr, Nb, Ti, Th, Be und/oder SEE formelwirksam sind.
  - Tazheran-Massiv (russisch Тажеранский массив (Тажеран)), Baikalsee-Gebiet, Oblast Irkutsk. Die Platznahme der Intrusivgesteine erfolgte in der Reihenfolge Gabbros und Diorite → peralkalische Syenite und Nephelinsyenite → Granitpegmatite; daneben existieren auch Pyroxenite und Ijolithe.
  - Odichintscha-Massiv (russisch массив Одихинча), Becken der Flüsse Maimetscha und Kotui, Region Krasnojarsk. Odichintscha ist ein mehrpasiger ringförmiger Intrusivkomplex, der durch sukzessive Intrusion von Oliviniten, Jacupirangiten, melilithaltigen Gesteinen, Melteigiten und Ijolithen entstand. Die jüngsten gangförmigen Gesteine sind Alkalisyenite, Nephelinsyenite, Melanephelinite und Karbonatite.
  - Karbonatitkomplex Gornoozerskii (Gornoe Ozero, russisch массив Горное Озеро (Горноозерский)), Republik Sacha (auch Jakutien). Karbonatite, Pyroxenite, Ijolithe und Nephelinsyenite.
  - SEE-Nb-Lagerstätte Belaja Sima (russisch Бе́лая Зима), Ostsajan, Sajangebirge, Tuwa. Calcit-Karbonatite, Karbonatite, Pyroxenite, Ijolithe, melanokrate Nephelinolithe, Nephelinsyenite.
- Schweden
  - Siksjöberget und Ekorråsen, Särna, Älvdalens, Dalarnas län (Kopparbergs län). Särnait, Cancrinit-Nephelinsyenit.[54][74]
  - Norra Kärr Nephelinsyenit, Gränna, Jönköping, Jönköpings län. Mit 1500 Ma einer der weltweit ältesten agpaitischen Komplexe. Typlokalität für die Gesteine Grännait, Lakarpit, Kaxtorpit und Pulaskit.[39][75][76][77]
- Tschechien
  - Hůrky (Čistá-Ring), Čistá, Okres Rakovník, Středočeský kraj. Cancrinit-Nephelinsyenit-Gänge.[78][79]
  - Koštál-Diatrem, Třebenice, Okres Litoměřice, Ústecký kraj[80][79]
- Ukraine
  - Mariupol, Oktjabrski (Mariupolski) Massiv, Oblast Donezk. Mariupolit.[81][82][83][84]

### Afrika

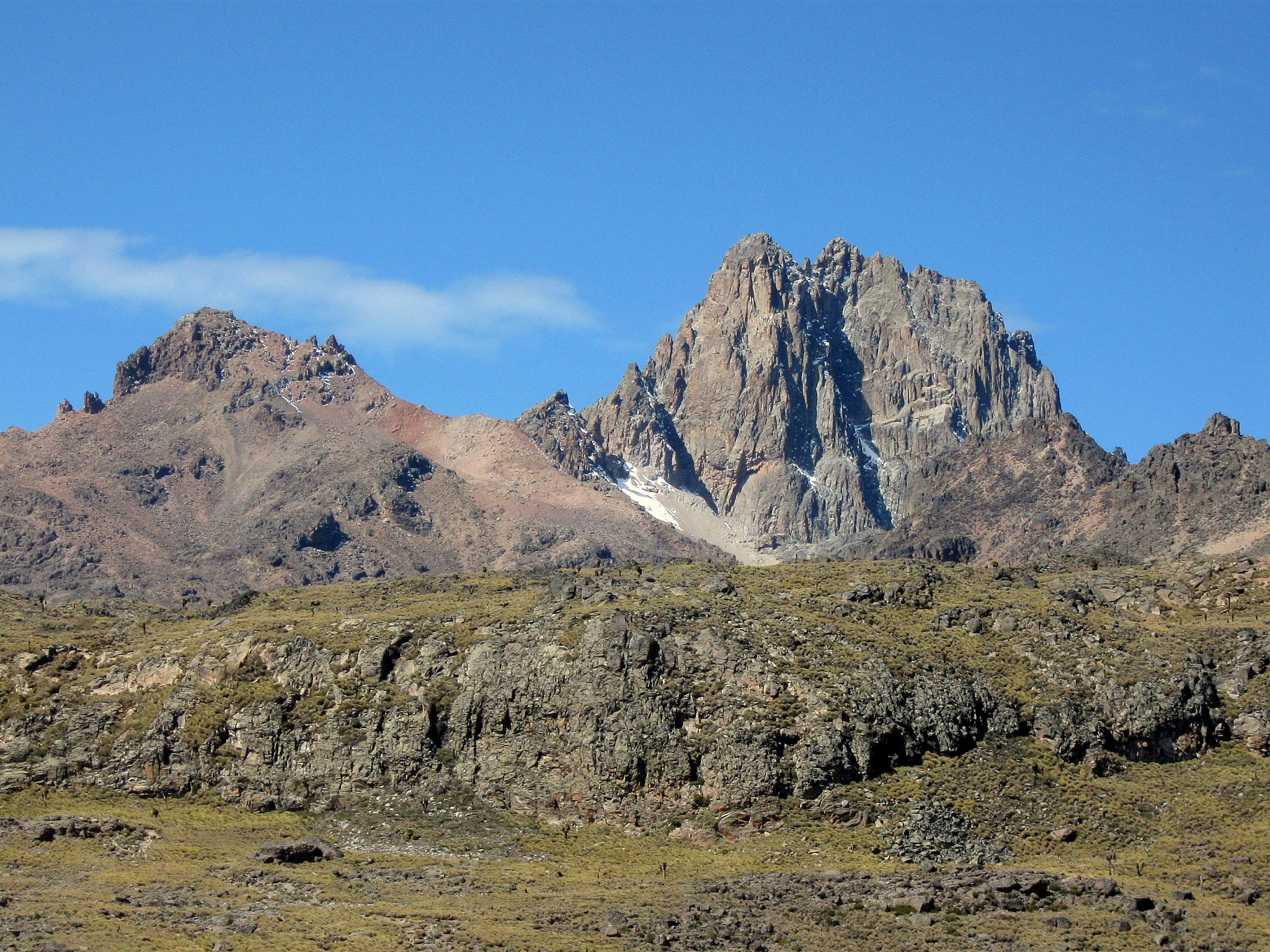
Mount Kenya mit Lenana, Nelion und Batian

“Kenya probably contains a greater volume of alkaline igneous rocks than any country in the world.”

„In Kenia gibt es wahrscheinlich mehr alkalische magmatische Gesteine als in irgend einem anderen Land der Welt.“

- Ägypten
  - Ringkomplex Gebel Abu Khruq, Gouvernement al-Bahr al-ahmar[85][86][87]
- Guinea
  - Los Archipelago (Los Islands), Conakry, Westafrika. Ringstruktur aus peralkalischen Nephelinsyeniten.[88]
- Kenia
  - Mount-Kenya-Massiv (mit Nelion und Batian), Meru County[89][90][91]
  - Ruri-Komplex, Homa Bay County. Karbonatitischer, in Basalten sitzender Cone-Sheet-Komplex. An den Rändern eines davor gebildeten Nephelinsyenits sind aus Aegirin und Alkalifeldspat bestehende Fenite entwickelt.
  - Allia Bay Area, Marsabit County. Mit Phonolithen assoziierte Nephelinsyenite.[85]
- Demokratische Republik Kongo
  - Lueshe bei Bwito in den Ruinde Mts., Rutshuru-Territorium, Nord-Kivu. Cancrinitsyenit.[92][85]
- Madagaskar
  - Bezavona Massif und andere Lokalitäten auf der Presque’Ile d’Ampasindava, Distrikt Ambanja, Région Diana[93]
- Malawi
  - Intrusionen von Kasungu–Chipala, Ilomba, Ulindi, North Nyasa Alkaline Province, Songwe Complex, Chitipa, Distrikt Chitipa, Northern Region. Nephelinsyenite und Sodalithsyenite.[94][95]
- Marokko
  - Tamazeght Mountain Range Midelt, Region Drâa-Tafilalet (mit dem 18 × 6 km großen alkalisch-peralkalischen Komplex Jebel Bou-Agrao auf dem Nordabhang des zentralen Hohen Atlas, 20 km südsüdöstlich von Midelt zwischen den Dörfern Zebzate und Âït Labbès). Mit Pyroxeniten und Karbonatiten verknüpfte Nephelinsyenite.[85][96][97][98]
  - Awsard-Massiv (Reguibat-Schild, Westafrika-Kraton), Provinz Aousserd, Region Dakhla-Oued Ed-Dahab. Nephelinsyenite neben Kalsilit-reichen Syeniten („Synnyrite“) und SiO2-gesättigten Syeniten, ohne mafische Gesteine und Karbonatite.[99]
- Namibia
  - Epembe-Komplex, 40 km südwestlich von Swartbooisdrif, Epupa, Region Kunene. Nephelinsyenit, durchsetzt von apatitführendem Sövit-Gang und begleitet von kleineren Syenit- und Nephelinsyenit-Stöcken.[100]
  - Kakumangua-Intrusion, Epupa, Region Kunene[85]
  - Swartbooisdrif Dikes, Epupa, Region Kunene[85][101]
  - Lofdal-Intrusion westlich of Khorixas, Region Kunene[100][85]
  - Okorusu nordwestlich der Stadt Otjiwarongo in der Region Otjozondjupa. Wird seit 1988 von Okorusu Fluorspar auf Fluorit abgebaut. Es handelt sich um einen schlecht aufgeschlossenen, 5 km × 6 km großen Ringkomplex mit Syeniten, Nephelinsyeniten und – untergeordnet – Karbonatiten[100][85]
  - Der ca. 15 km südwestlich vom Ondurakorume-Komplex bei Kalkfeld gelegene Kalkfeld-Komplex, Wahlkreis Omatako, Region Otjozondjupa. Karbonatit-Plug mit einem unvollständigen konzentrischen Ring aus Nephelinsyeniten, Syeniten und Feniten, begleitet von alkalischen und subalkalischen Gängen.[100][85] Ca. 10 km NE von Kalkfeld, auf dem Gebiet der Farm Etaneno 44, befindet sich der gleichfalls Nephelinsyenite enthaltende Ondurukurume-Komplex[100][85]
  - Marinkas Quellen (Marinkas Kwela), Wahlkreis Karasburg-West, Region ǁKaras. Kambrischer Karbonatit-Komplex in Syeniten, Nephelinsyeniten, Fenit und Graniten.[100][85]
- Südafrika
  - In der Nähe der Zwartkoppies am Hex-River nordwestlich der Magaliesberge in der Nähe von Rustenburg, mittlerer Transvaal, wurden 1872 die ersten Nephelinsyenite auf dem Gebiet des heutigen Südafrikas gefunden.[102][44][103]

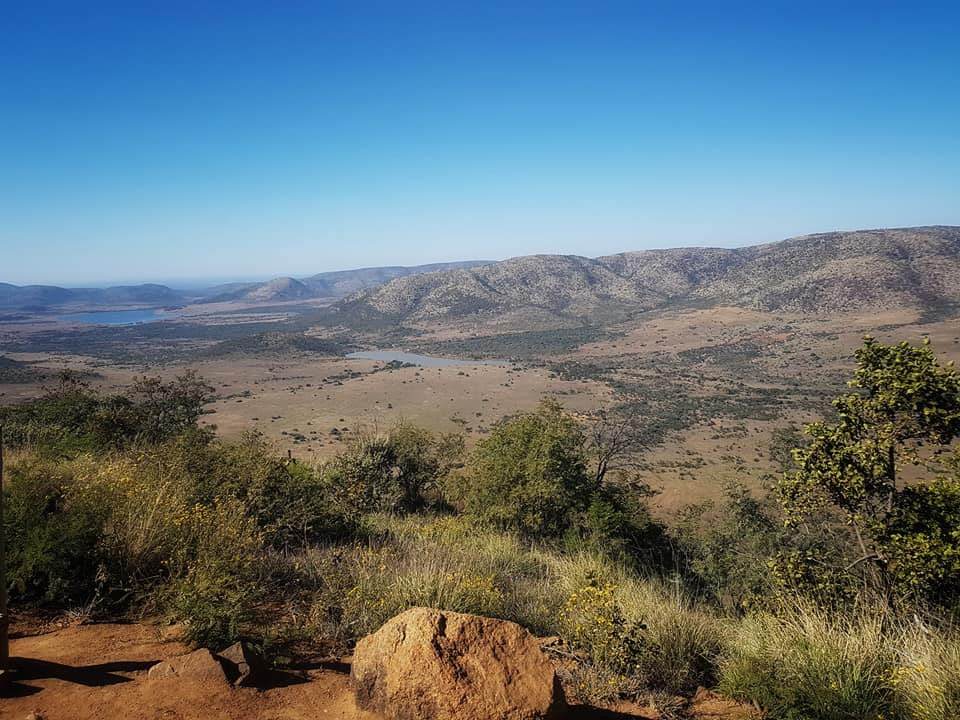
Pilanesberg

- - Pilanesberg im gleichnamigen alkalischen Ringkomplex nördlich von Rustenburg, Distrikt Bojanala Platinum, Provinz Nordwest[104][105][106][85] Mit circa 530 km² stellt der Pilanesberg einen der größten Alkaligesteinskomplexe im südlichen Afrika dar. Entlang des Kontakts zwischen Graniten sowie Noriten des Bushveld-Komplexes intrudierte ein 1250 – 1350 Ma alter agpaitischer, natriumbetonter Eudialyt-Nephelinsyenit-Plug in eine Sequenz aus phonolithischen bis trachytischen Pyroklastiten und Lavaflüssen. Die trachytischen Vulkanite und pyroklastitischen Eruptiva überlagern Ringgänge (Ring Dykes) verschiedener miaskitischer Syenite und agpaitischer Nephelinsyenite. Unter den Nephelinsyeniten finden sich Schichten von eudialythaltigen Lujavriten, welche denen der Lowosero-Tundra auf Kola sehr ähnlich sind.
  - Waterkop-Syenit. Ca. 18 km vom Keikamspoort-Karbonatit entfernt ist in einem Einschnitt der Straße Prieska – Copperton, Provinz Nordkap, ein frischer Sodalith-Nephelinsyenit (der Waterkop-„Syenit“) aufgeschlossen.[100]
  - Der alkalische Spitskop-Intrusivkomplex, District Sekhukhune, Provinz Limpopo. Klassischer alkalischer Ringkomplex aus sukzessiven Intrusionen von Pyroxenit-Ijolith, Nephelinsyenit und Karbonatit mit begleitender Fenitisierung von Einschlüssen und dem zum Bushveld-Komplex gehörenden Nebengestein. Östlichster Member der Pilanesberg Alkaline Province.[100][85]
  - Mamelodi Quarries, Farm Franspoort 332 JR, Mamelodi östlich von Pretoria, Metropolgemeinde Tshwane, Gauteng. Franspoort-Nephelinsyenit, assoziiert mit anderen Alkaliintrusionen (Leeuwfontein, Wallmannsthal, Leeuwkraal), die zusammen die „Franspoort-Linie“ bilden.[107]
- Sudan
  - Alkaline-Carbonatite-Complex Jabal Dumbeir (auch Dumbier), Nordrand der Nuba-Berge, Bundesstaat Dschanub Kurdufan. Kambrischer Nephelinsyenit-Karbonatit-Komplex mit einem Phlogopit und Sodalith führenden Nephelinsyenit („Ditroit“) als ältestem Gestein. Dieses ist grau, mittelkörnig und findet sich in Form von Linsen oder Einschlüssen in einem orthoklasreichen untersättigtem Syenit („Orthoklasit“).[108]

Nephelinsyenite sind auch von der Elfenbeinküste (Côte d’Ivoire) sowie aus Ghana, Kamerun, Kap Verde und Mali bekannt.

### Asien
Siehe hierzu auch die Zusammenstellung auf Mindat.org.
- China
  - Saima-Komplex, Autonomer Kreis Kuandian der Mandschu, bezirksfreie Stadt Dandong, Provinz Liaoning. Alkaligesteinskomplex von circa 20 km² Größe im Westteil des magmatischen Alkaligesteinsmassivs Fengcheng. Glimmer und Aegirin führende Nephelinsyenite sowie natriumreiche, Aegirin führende Nephelinsyenite mit Uranmineralisationen neben kaliumreichen Alkalivulkaniten (leucitische Porphyre, Phhonolithe, Trachyte und Pyroklastite).[111]
- Indien[112][79][113]
  - Podili, Distrikt Prakasam, Andhra Pradesh. Fluoritführender Cancrinit-Sodalithsyenit in grauen Graniten.[114][115]
  - Gebiet von Kunavaram, Distrikt East Godavari, Andhra Pradesh (derzeit in Telangana). Amphibolführende Nephelinsyenite, Syenite und Nephelinmonzonite
  - Elchuru-Komplex, Distrikt Prakasam, Andhra Pradesh. Ein über 16 km² großer, in präkambrischen Graniten, Gneisen und Charnockiten sitzender Komplex, nach Osten von einem Gabbro-Pluton begrenzt. Nephelinsyenite in Linsen, Gängen und Dykes; ferner Ijolithe, Malignite, Shonkinite, melanokrate Nephelindiorite, Lamprophyre und Quarzsyenite.
  - Purimetla, Distrikt Prakasam Andhra Pradesh. Shonkinite, Malignite, Nephelinsyenite, Hornblendesyenite, Quarzsyenite.
  - Settupalle-Pluton, Distrikt Prakasam, Andhra Pradesh. Quarzsyenite, Hornblendesyenite, Ferrosyenite sowie untergeordnet Nephelinsyenite.
  - Uppalapadu-Pluton, Distrikt Prakasam, Andhra Pradesh. Nephelinsyenite, Hornblendesyenite, Quarzsyenite und Ferrosyenite.
  - Kotappakonda, Andhra Pradesh. Nephelinsyenite und Quarzsyenite.
  - Chhatabar-Lodhajhari-Baradangua, Distrikt Deogarh, Odisha. Zwischen den Städten Kankarakhol und Lodhajhari finden sich über eine Länge von 32 km 16 diskrete, linsenförmige bis tafelige Nephelinsyenit-, Nephelinmonzosyenit- und Nephelinmonzodiorit-Körper.
  - Rairakhol zwischen den Städten Kusarimunda und Kharsali, Sambalpur, Odisha. Nephelinsyenite, Syenite, Alkaligranite.
  - Alkaligesteinskomplex Khariar, Distrikt Nuapada, Odisha. Nephelinsyenite, Syenite, Ijolithe, Nephelindiorite.
  - Kamakhya-nagar, Odisha. Nephelinsyenite.
  - Koraput, Distrikt Koraput, Odisha. Nephelinsyenite.
  - Sushina Hill (mit Beldih, Chirugora–Purdaha, Kutni–Dandodih–Gamardih, Santuri-Kankarkiari), Distrikt Purulia, Westbengalen. Kleine Nephelinsyenitgneis-Aufschlüsse in einem circa 1500 m² großen Gebiet südlich von Sushina Hill.
  - Kishangarh, Rajasthan. Sehr kleine Aufschlüsse von Nephelinsyeniten.
  - Pikkili Hills, Tamil Nadu (Madras). Ijolithe, Nephelinsyenite und Syenite.
  - Sivamalai, Tamil Nadu. Nephelinsyenite, Syenite und Ferrosyenite.
- Indonesien
  - Pic de Maros, Provinz Sulawesi Selatan. Neben den shonkinitischen Gesteinen in dieser Region gibt es verschiedene syenitische Gesteine, zu denen Nephelinsyenite und ihre aphanitischen Phasen gehören, sowie Syenitporphyre, Bostonite, Trachyte und Phonolith, wobei der letztere den Gipfel des Pic de Maros bilden soll.[116][79]
- Kasachstan
  - Krasnomaiskii-Intrusion, Serendi, Gebiet Aqmola. Das Massiv besitzt die Form eines gebogenen Gesteinsgangs von 9 × 0,3 – 1,0 km und bedeckt eine Fläche von 6,3 km². Es besteht aus Pyroxeniten und Nephelinsyeniten mit untergeordneten Maligniten, Sviatonossiten (andraditführende Syenite), Olivinite, Biotitperidotite, Liebenerite und Sodalithsyenite sowie Karbonatite.[67]
- Kirgisistan
  - Matscha-Massiv in der Serafschankette (russisch массив Матча (Матчинский), Зеравшанский хребет), Gebiet Batken, Alkalisyenite, Nephelinsyenite und Karbonatite; die Nephelinsyenite bilden riesige Xenolithe in den Alkalisyeniten.[67]
- Pakistan
  - Nephelinsyenit-Intrusion bei Dorf Koga, Distrikt Mardan, Provinz Khyber Pakhtunkhwa. Der 9 × 5 km große, feldspathoidale Nephelinsyenitkomplex von Koga ist Teil der Alkalimagmatit-Gesteinsprovinz in Nordwest Pakistan. Sie besteht aus Sodalith-Cancrinit-reich Pegmatiten, Foyaiten, feldspathoidalen Syeniten, pulaskitischen und granatführenden feldspathoidalen Syeniten, Alkalisyeniten, Lamprophyren, Karbonatiten und Feniten.[117]
- Türkei
  - Nephelinsyenit von Bayındır (und andere im Bereich Kırşehir-Akpınar-Buzlukdağ), İlçe (Landkreis) Kaman, Provinz Kırşehir[79]
  - Felahiye-Komplex, Landkreis Melikgazi, Provinz Kayseri. Zwei jeweils 1 × 1,5 km große Nephelinsyenit-Körper, die in paläozoische Schiefer, Gneise und Marmore intrudiert sind und durch die karbonatitische und lamprophyrische Gänge setzen.[79]

### Amerika
- Bolivien

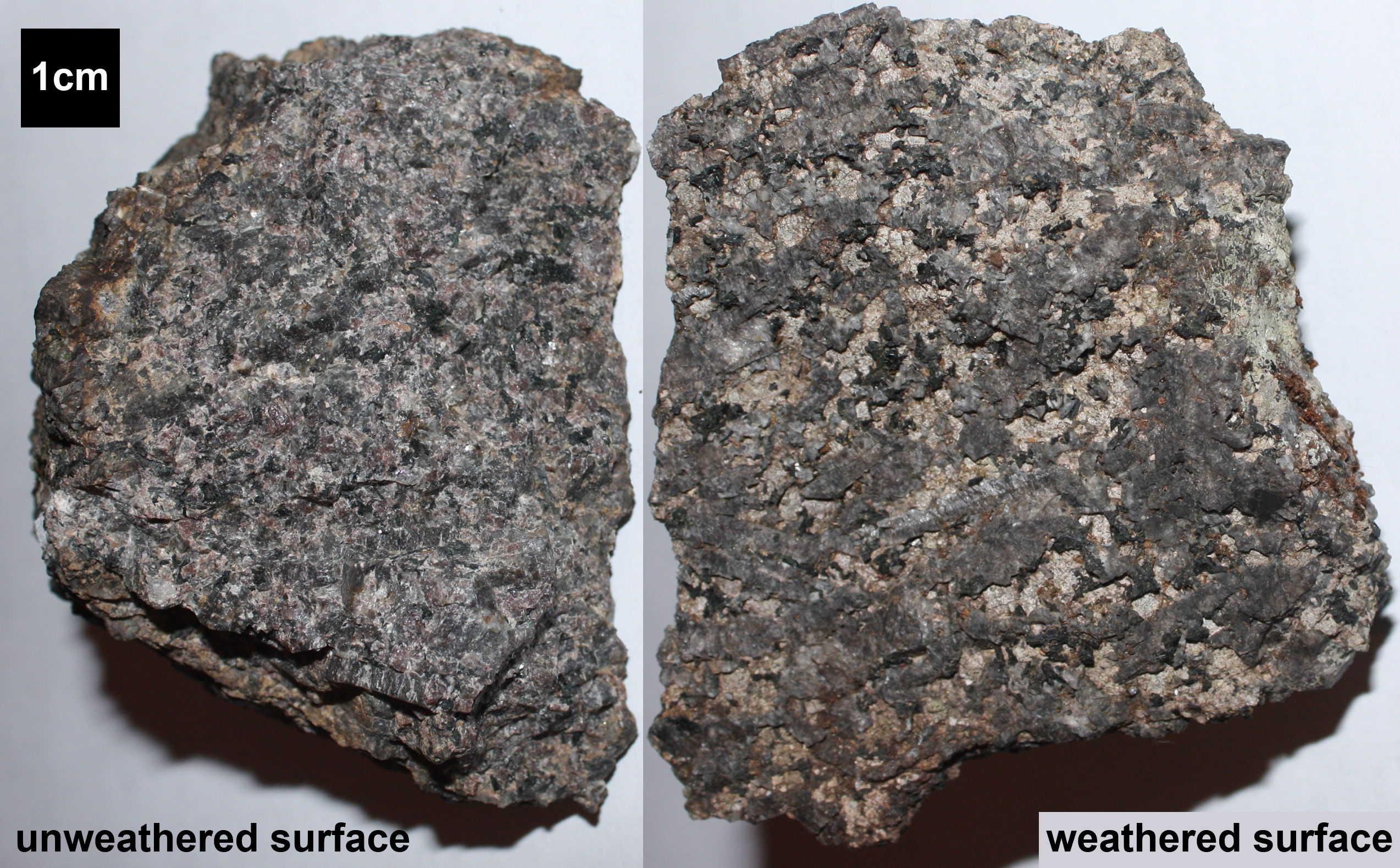
Handstück mit verwittertem/unverwittertem Nephelinsyenit aus dem Beemerville-Komplex, New Jersey / USA

  - Cerro Sapo, Ayopaya-Alkaligesteinsprovinz, Provinz Ayopaya. Riftgebundene Alkaligesteine mit mehreren nephelinsyenitischen Intrusivkomplexen (Nephelinsyenit, Foyait, Ijolith, Hornblende-Syenit), Karbonatite, Kimberlit, melilithitische bis nephelinitische Gänge und Brekziendiatreme sowie eine Vielzahl von ultramafischen bis mafischen, alkalinen Ganggesteinen wie Basanit, Tephriphonolith, Phonolith, Lamprophyr.[118][119]
- Brasilien
  - Complexo alcalino de Poços de Caldas, Poços de Caldas, Bundesstaaten Minas Gerais und São Paulo. Mit einer Fläche von circa 800 km² einer der größten Intrusivkomplexe der Welt. Die Zirkulatstruktur von citca 30 km Durchmesser ähnelt einer kollabierten Caldera. Der Alkaligesteinskomplex besteht aus Tinguaiten/Phonolithen, Nephelinsyeniten, Sodalithsyenite und verschiedenen Vulkaniten. Zu diesem Komplex gehört eine der weltgrößten Lagerstätten von Baddeleyit.[120][121]
  - Gericinó-Mendanha-Massiv zwischen den Städten Nova Iguaçu, Mesquita und Rio de Janeiro, Bundesstaat Rio de Janeiro. Grobkörniger, hellblaugrau gefärbter Sodalith-Cancrinit-Nephelinsyenit, kommerzieller Name „Blue Guanabara Granite“ („Granito Cinza Azul Guanabara“, „Granito Azul Guanabara“).[122]
  - Intrusivkomplexe von Tanguá und Rio Bonito ostnordöstlich von Rio de Janeiro, Bundesstaat Rio de Janeiro. Kaliumreiche Nephelinsyenite.[123]
  - Canaã Massif, Duque de Caxias, Rio de Janeiro. Nephelinsyenitgneis, so genannter Litchfieldit.
  - Itatiaia Alkaline Massif bei Itamonte zwischen den Bundesstaaten Minas Gerais und Rio de Janeiro, zum Teil im Nationalpark Itatiaia. Nephelinsyenite und sodalithführende Nephelinsyenite.[124]
  - Floresta Azul Alkaline Complex zwischen Santa Cruz da Vitória und Floresta Azul westlich von Ibicaraí, Bahia. Foidsyenite mit Nephelin, Sodalith und Cancrinit, wobei die Zusammensetzungen von Nephelin-Sodalithsyeniten über Sodalithsyeniten bis hin zu Sodalitholithen, die zu den Foidolithen gehören, reichen.[15][125]
  - Ganz ähnlich sind die stockförmigen Gesteinsmassen von Itaju do Colônia und Rio Pardo (Grupo Rio Pardo) sowie der Itarantim-Batholith, alle im südlichen Bahia.[125][126][127] Von der „Fazenda Hiassu“ bei Itaju do Colônia stammt der als Dekorstein verwendete blaue Sodalithsyenit Azul da Bahia („Azul Bahia“).[128]
- Grönland
  - Alkaligesteinskomplex Ilímaussaq, Kommune Kujalleq.[20][129][130][131][132][133][134] Der Großteil der Lokalitäten befindet sich an den Ufern der Fjorde Kangerluarsuk und Tunulliarfik (Eriksfjord) sowie im Zentrum der Halbinsel Narsaq. Der Komplex misst 17 × 8 km und die vertikale Mächtigkeit beträgt ca. 1700 m. Bei der Bildung des Ilímaussaq-Komplexes können drei Intrusionsphasen unterschieden werden, wobe die dritte und letzte den größten Teil des Komplexes einnimmt und aus einer Serie im Dach der Intrusion („Roof Series“), einer Serie am Boden der Intrusion („Floor Series“) sowie einer Zwischensequenz („Intermediate Sequence“) besteht. Die „Roof Series“ kristallisierte von oben nach unten und bildete nacheinander Pulaskite, Foyaite, Sodalithfoyaite und Naujaite. Der Sodalithfoyait und der Naujait sind agpaitische Nephelinsyenite. Die „Floor Series“ besteht aus geschichtetem und laminiertem Kakortokit, einem agpaitischen Nephelinsyenit. Die Kakortokite gehen nach oben allmählich in die „Intermediate Sequence“ aus Lujavriten (agpaitische meso- bis melanokrate Nephelinsyenite, im Allgemeinen feinkörnig, laminiert und gelegentlich geschichtet) über.[130]
  - Narssârssuk-Pegmatit, Narsaarsuk-Plateau, Igaliku Kujalleq, Kommune Kujalleq. Der Pegmatit ist Teil eines Nephelinsyenit-Komplexes, der ein 450 km² großes Gebiet zwischen dem Fjord Tunuglliarfik und dem Igalikofjord im Westen einnimmt und vom 1752 m hohen Igdlerfigssalik überragt wird.
- Kanada

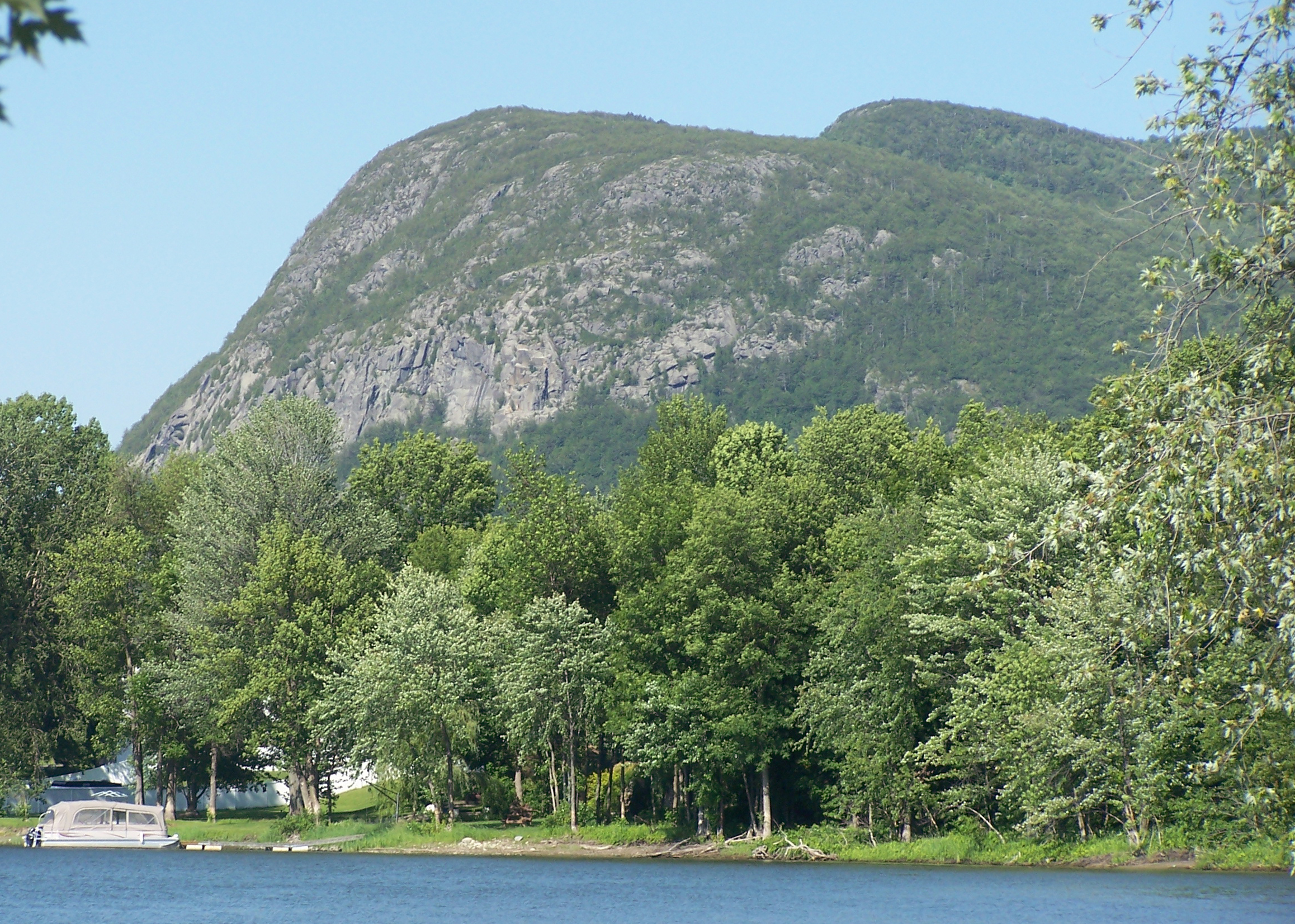
Mont Saint-Hilaire, Quebec : the Dieppe and Rocky summits

- - Mont-Saint-Hilaire-Komplex, Regionale Grafschaftsgemeinde La Vallée-du-Richelieu, Montérégie, Québec. Der kretazische Komplex besteht aus drei Haupteinheiten, deren Platznahme in der folgenden Sequenz erfolgte: Gabbros → Diorite → verschiedene, zum Teil agpaitische Foidsyenite.[135]
  - Coldwell-Komplex, Nordufer des Lake Superior, Thunder Bay District, Ontario. Mit einer Fläche von circa 1500 km² größter Alkaligesteinskomplex in Nordamerika, in dem natrolithführende Nephelinsyenite auftreten.[136]
  - Bancroft, Haliburton-Hastings-Provinz, Ontario, mit den Einzellokalitäten Princess Sodalite Quarry, Golding-Keene Quarry, York River Area, Morrison Quarry und Cancrinite Hill, alle Dungannon Township im Hastings County, und Blue Mountain bei Peterborough, Peterborough County. Die Nephelinsyenitlagerstätten wurden von Frank Dawson Adams entdeckt, der zwischen 1892 and 1895 die Geologie dieser Provinz untersuchte und einzelne Lagerstätten (wie die Princess Sodalite Mine) bereits 1894 beschrieb.[137][138][139][140][141]
  - Bearpaw Ridge in der Cariboo Mining Division, British Columbia (Sodalithsyenit)[142][143]
  - Trident Mountain nordöstlich von Revelstoke und andere Lagerstätten im Ice River Alkaline Complex in der Golden Mining Division, British Columbia (weiße bis graue, mittel- bis grobkörnige Nephelinsyenite und Sodalithsyenite)[144][142][145][146][147]
  - Kruger Mountain zwischen Keremeos und Osoyoos, Osoyoos Mining Division, British Columbia (mittel- bis grobkörnige Nephelinsyenite)[145]
  - Mount Copeland nordwestlich von Revelstoke (Nephelinsyenite)[145]
  - Barrière westlich von Barrière und nördlich von Kamloops, British Columbia (natrolithführende Nephelinsyenite)[145]
  - Lyle Lake, Peter Lake Domain, Saskatchewan. Nephelinsyenite und Nephelin-Biotit-Sodalithsyenite, weiß bis grau, meist grobkörnig, gelegentlich pegmatitisch.[148]
  - Alkaligesteins-Intrusivkomplex Cinder Lake, Knee Lake Area, östliches bis zentrales Manitoba. Der Cinder-Lake-Komplex besteht aus mindestens vier verschiedenen Gesteinstypen: Cancrinit-Nephelinsyenit, Vishnevitsyenit, porphyrischer Cancrinitsyenit und syenitischer Alkalifeldspat-Pegmatit.[149]
- Vereinigte Staaten
  - Wet Mountains Area bei Cañon City, Fremont County und Custer County, Colorado. Alkalische Gesteine kommen im Wet-Mts-Gebiet  in drei verschiedenen Gesteinskomplexen vor, wobei der „McClure Mountain Complex“ Nephelinsyenite, Hornblende-Biotit-Syenite, mafische Nephelin-Clinopyroxen-Gesteine und mafisch-ultramafische Kumulate enthält. Der Gem Park Complex führt mafisch-ultramafische Gesteine, die fast identisch mit denen des McClure Mountain Complex sind, sowie einen Nephelinsyenit-Pegmatit.[150]
  - Magnet Cove, Hot Spring County, Arkansas[151][152][153][154]
  - Judith Mountains, Fergus County, Montana[155]
  - Beemerville Alkaline Complex, Libertyville, Wantage Township, Sussex County, nördliches New Jersey[156][157]
  - Dennis Hill („Litchfield Sodalite Locality“), Litchfield, Kennebec County, Maine. Mindestens seit 1845 bekannt. Grobkörniger, etwas foliierter Foidsyenit mit Kalifeldspat, Albit, Nephelin, Cancrinit, Sodalith und Lepidomelan.[40][33][17]
  - Wind-Mountain-Lakkolith, Cornudas Mountains, Otero und Diablo Plateau, New Mexico und Texas. Mittelkörnige und porphyrische Nephelinsyenite.[158]
  - Miller Mountain, Cerro Diablo und East Mountain Intrusionen, Sierra Tinaja Pinta and Cornudas Station, Hudspeth County, Texas. Porphyrische Analcimsyenite und analcimführende Nephelinsyenite.[159]

### Australien
- New South Wales
  - Jingera-Komplex in der „Egan Peaks Nature Reserve“ 20 km östlich of Pambula, South Coast & Highlands. Intrusion in ordovizische Metasedimente sowie Adamellite und Granodiorite des Bega-Batholith. Hauptsächlich Nephelinsyenite und Monzonite, darunter Hastingsit-Hedenbergit-Nephelinsyenite, Aegirin-Augit-Nephelinsyenite und Biotit-Nephelin-Monzonite.[79][6]
  - Little Dromedary Intrusion im Dromedary Complex mit dem Mount Dromedary (Mount Gulaga) bei Narooma. Körper aus Nephelinsyenit in der Mitte des Hügels von Little Dromedary, in einem Gebiet mit Vulkaniten und mehreren kleineren Bereichen mit verschiedenen Intrusivgesteinen, darunter einem porphyritischen Monzonit.[79]

## Verwendung

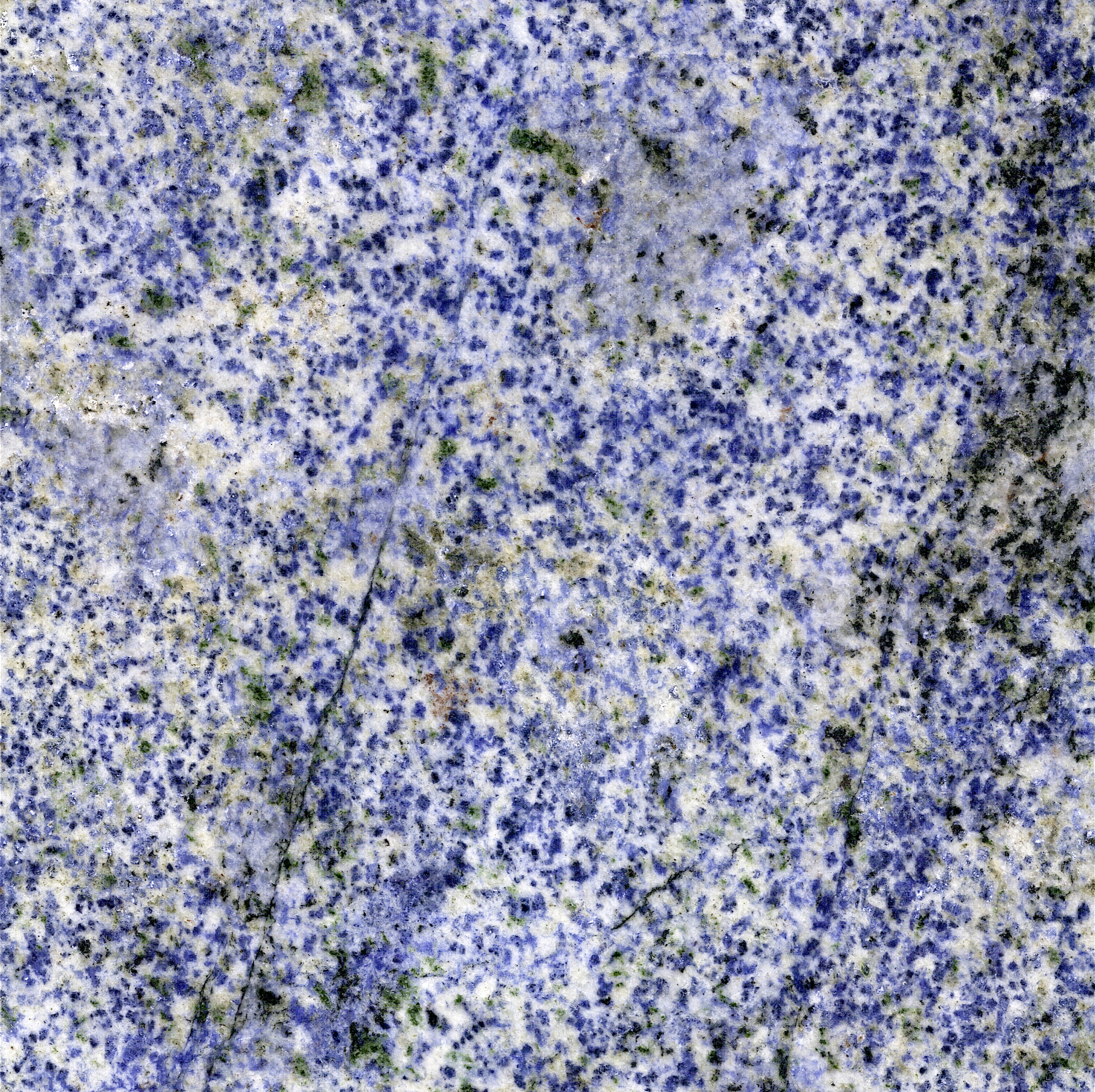
Der Sodalithsyenit Azul da Bahia ist ein begehrter Dekorstein

Unabhängig davon, dass Nephelinsyenit seit 1937 in der Keramikherstellung verwendet wird, ist der Abbau dieses Gesteins auf wenige Weltklasse-Lagerstätten in Kanada, Norwegen und Russland beschränkt. In Brasilien, Indien, Iran und der Türkei gab es ebenfalls eine begrenzte und diskontinuierliche Förderung von Nephelinsyenit. Ähnliche Gesteine (Alakalisyenite) wurden in Polen und Spanien als potenzieller Keramik-Rohstoff getestet.
Die wichtigsten kommerziellen Reserven für Nephelinsyeniterze befinden sich in Russland, in Norwegen, Kanada, der Türkei und Brasilien. Die Hauptproduktionsländer für marktfähigen Nephelinsyenit sind Russland, Kanada und Norwegen, wo ihre Gesamtproduktion 1995 3,6 Millionen Tonnen erreichte. Der größte Teil der russischen Nephelinsyenitproduktion wurde zu diesem Zeitpunkt lokal für die Herstellung von Aluminiumoxid verbraucht.
Nephelinsyenite sind aluminium- und alkalireiche Gesteine und werden hauptsächlich wie Feldspäte als Quelle für Aluminiumoxid und Alkalien bei der Glas- und Keramikherstellung verwendet. Bei der Glasherstellung verzögert Aluminiumoxid die Entglasung des Endprodukts und bewirkt in Keramikprodukten Haltbarkeit und Inertheit. Die Alkalien wirken in beiden Prozessen als Flussmittel. Der Hauptvorteil der Verwendung von Nephelinsyenit in Keramiken besteht darin, dass er einen niedrigeren Schmelzpunkt (1140 – 1170 °C) als Natriumfeldspat (1170 – 1200 °C) aufweist und daher eine kürzere Brennzeit und weniger Energiezufuhr erfordert. Bei der Glasherstellung ist der hohe Aluminiumoxidgehalt des Nephelinsyenits jedoch ein Nachteil, da er langsamer schmilzt als Feldspat und somit die zum Erhitzen der Charge erforderliche Zeit verlängert. Vor allem für farbige Braun- und Grüngläser werden keine Feldspäte, sondern Nephelinsyenit verwendet.
Trotz dieser technischen Faktoren sind der Preis und die lokale Verfügbarkeit die Hauptkriterien für die Wahl zwischen Nephelinsyenit oder Feldspat. In den USA kommt beispielsweise Nephelinsyenit aus Kanada in den nordöstlichen Bundesstaaten und Feldspat aus den südöstlichen USA in den südlichen Bundesstaaten zur Anwendung. In den westlichen USA werden lokal vorkommende Feldspatsande benutzt.
Geringe Mengen an Nephelinsyenit werden für Feuerfestmaterialien sowie als Füllmaterial in einer Vielzahl von Produkten wie Farben,
Kunststoffen, Klebstoffen, und Dichtungsmassen verwertet.
Ferner wird Nephelinsyenit für Beschichtungen und Lackierungen (Latex- und Alkaloidfarben, Metallgrundierungen, Holzsiebe, Versiegelungen, Grundierungen, Kunststoffe einschließlich PVC und Epoxid) sowie als mildes Schleifmittel und Scheuerpulver verwendet.
In Russland dient Nephelinsyenit auch als Rohstoff für Aluminiummetall. Der aus dem zerkleinerten Nephelinsyenit durch Flotation gewonnene Nephelin wird zusammen mit Kalkstein in einem kohlebefeuerten Sinterofen geschmolzen; Nebenprodukte dieses Verfahrens sind Natriumkarbonat, Kaliumkarbonat und Calciumsilikat.
Insbesondere die farbigen Foidsyenite wie der blaue Sodalithsyenit Azul da Bahia („Azul Bahia“) von der „Fazenda Hiassu“ bei Itaju do Colônia, Bahia, sowie der kommerziell als „Blue Guanabara Granite“ („Granito Cinza Azul Guanabara“, „Granito Azul Guanabara“) vermarktete Sodalith-Cancrinit-Nephelinsyenit aus dem „Gericinó-Mendanha-Massiv“ im Bundesstaat Rio de Janeiro, beide in Brasilien, werden als – teure und begehrte – Dekorsteine verwendet. Die Nephelinsyenite z. B. der Serra de Monchique werden als Werkstein, als Dekorstein sowie für Straßenpflasterungen abgebaut.
Aus Nephelinsyeniten werden ferner auch Seltenerdelemente gewonnen. Lagerstätten von Eudialyt-reichem Kakortokit und Lujavrit wurden vor einiger Zeit im Ilímaussaq-Komplex als Quellen für Zr, SEE und Yttrium sowie Niob erforscht. Schließlich sind Nephelinsyenite und die genetisch mit ihnen verknüpften Pegmatite Quelle für ungewöhnliche Minerale, die sowohl für die Wissenschaft als auch für den Sammler hochinteressant sind.